# ASM Clermont Auvergne
Ne doit pas être confondu avec Association sportive de Monaco football club.
Pour le club omnisports, voir Association sportive montferrandaise (omnisports).
Pour les articles homonymes, voir ASM et Association sportive montferrandaise.
Maillots
Actualités
Dernière mise à jour : 4 mai 2025.
L'ASM Clermont Auvergne est un club français de rugby à XV fondé en 1911 et basé à Clermont-Ferrand. L'équipe première évolue en Top 14 et dispute régulièrement la Champions Cup.
Le club est créé le 11 octobre 1911 par Marcel Michelin, fils d'André Michelin (le cofondateur de la société française des pneumatiques Michelin avec son frère Édouard Michelin). Le club porte alors le nom d'Association sportive Michelin puis d'Association sportive montferrandaise à partir de 1922. En 2004, il est renommé ASM Clermont Auvergne.
Le club clermontois accède à l'élite à l'issue de la saison 1924-1925 et ne l'a plus quittée depuis, ce qui en fait le seul club avec le Stade toulousain à n'avoir jamais quitté le plus haut niveau du rugby français.
L'ASM remporte deux fois le bouclier de Brennus, en 2010 et en 2017 et dispute la finale du Championnat de France à quatorze reprises, dont neuf fois depuis la professionnalisation du rugby à XV en France en 1996. Sur la scène européenne, le club remporte le Challenge européen à trois reprises en 1999, 2007 et 2019 et a atteint trois fois la finale de la Coupe d'Europe.

## Historique

### Origines et premiers pas dans l'élite (1911-1930)

#### Débuts du club (1911-1924)
Le 11 octobre 1911, Marcel Michelin crée l'Association sportive Michelin (ASM), club omnisports possédant plusieurs terrains de sports dans le quartier de Montferrand à Clermont-Ferrand. Cette association est tout d'abord destinée au personnel de l'entreprise Michelin. On y compte alors trois sections : le cross-country, le football et le rugby à XV auxquelles viendront s'ajouter l'escrime, le cyclisme, le tennis et le boulisme. Selon le journal L'Auto, le club met à disposition un « magnifique terrain de sport comprenant : terrain de Foot-ball, piste de course à pied, courts de tennis, confortables vestiaires avec salle de douches, lavabos, salle d'armes, salle de boxe, etc. Située aux portes de la ville, le « stade Michelin » est desservi par une ligne de tramway avec arrêt à l'entrée du terrain ».
Deux mois plus tard, le 10 décembre, l'AS Michelin dispute son premier match de rugby à XV contre l'équipe du 121e régiment d'infanterie. L'équipe clermontoise, composée uniquement de salariés Michelin adoptant les couleurs historiques de la ville de Montferrand le jaune et le bleu, s'incline 33 à 0. Les premiers joueurs sont : le capitaine Prosper Cholet (talonneur), Jean-Baptiste Belin (pilier gauche), Henri Tailland (pilier droit), Simon Chalmin (deuxième ligne), Victor Veyssière (deuxième ligne), Faran (troisième ligne aile), Gabriel Sabatier (troisième ligne centre), Pellardy (troisième ligne aile), Jules Peronnet (demi de mêlée), Gilbert Fontes (demi d'ouverture), Albert Pagnoz (ailier), Georges Raymond (centre), Eugène Lallet (centre), J.Vauzanges (ailier) et Léon Carra (arrière),.
Sept jours plus tard, l'association fête sa naissance en même temps que l'inauguration du stade de l'avenue de la République, le stade Marcel-Michelin. Une compétition de cross-country est organisée entre l'ASM et le Sporting Club clermontois ainsi qu'un match de rugby contre le Peloton d'avant-garde (PAG) de Nevers. Les Montferrandais sont une nouvelle fois dominé 37 à 0. Il s'ensuit une nouvelle défaite à Saint-Étienne, sur le score de 13 à 3, puis le 7 janvier 1912, une première victoire face au Stade thiernois 12 à 3 avec trois essais de J.Vauzanges, Victor Veyssière et Étienne Stodolkiewicz, l'entraîneur de l'équipe en duo avec Albert Charlin le capitaine de l'équipe de cross-country de l'ASM. Ce même mois, afin de continuer la progression de l'équipe, l'ASM met en place le « Challenge Michelin » en complément des matchs amicaux. Dans le cadre de ce challenge, le 28 janvier, les jaune et bleu sont pour la première fois opposés au Club amical sportif clermontois (futur Stade clermontois) et s'imposent en marquant sept essais. Pour cette première saison, sans participation à des compétitions officielles, le club dispute un total de quinze matchs.
Par la suite, le club est déclaré à la préfecture du Puy-de-Dôme le 10 mai 1912 et est agréé par le ministère de la Guerre le 29 juillet de la même année.
Pour la saison 1912-1913, l'effectif est renforcé par une dizaine d'arrivées de nouveaux joueurs. L'AS Michelin participe toujours au Challenge Michelin mais est également intégrée au Championnat du Bourbonnais, la première compétition officielle pour les « Bibendums ». En novembre 1912, privés de plusieurs titulaires en raison de l'amateurisme de ce sport, les Clermontois s'inclinent lourdement 48 à 0 sur le terrain de l'US Vichy (future RC Vichy) pour leurs débuts officiels. Au match retour, l'ASM prend sa revanche et s'impose 33 à 0. Le 12 janvier 1913, de nouveau amoindrie par les absences de ces joueurs, l'AS Michelin s'incline 14 à 8 à Roanne avec seulement treize joueurs. Lors de cette première saison « officielle », l'ASM est alors suivie par une centaine de supporters et signe une victoire notable contre le PAG Nevers par 16 à 9.

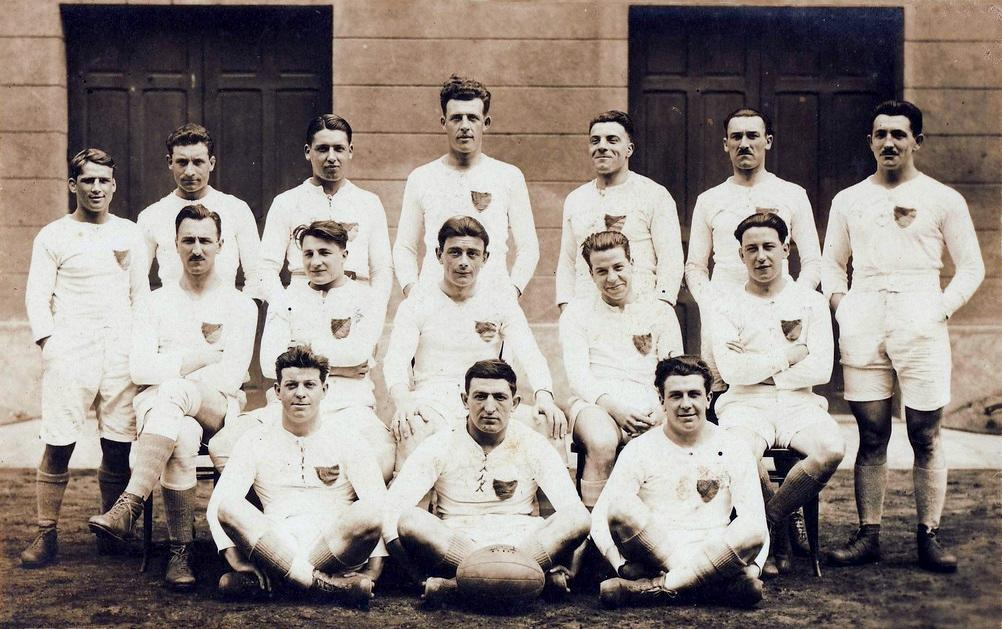
L'ASM en 1925.

En 1919, l'ASM remporte la Coupe de l'Avenir, compétition qui remplace le Championnat de France de 2e série pendant la Première Guerre mondiale. Le club est déclaré vainqueur à la suite du forfait de l'AS Perpignan.
En 1922, obéissant à une recommandation de l'Union des sociétés françaises de sports athlétiques visant à faire respecter la loi fédérale anti-publicitaire, l'Association sportive Michelin change de nom et devient l'Association sportive montferrandaise (ou AS Montferrand).

#### Champion de France Honneur 1925
En 1925, l'AS Montferrand remporte le Championnat de France Honneur aux dépens du Biarritz olympique en s'imposant 14 à 6 en finale au stade du Musard de Bordeaux. Quatre essais sont marqués par les Montferrandais, dont deux par Jules Gros, un d'Antonin-Marius Bony et un de Pierre Arnaudin, ainsi qu'une transformation de Joseph Marmayou,. Le club accède à l'Excellence, l'élite du rugby à XV français, pour la première fois de son histoire.

### Premières performances notables (1931-1942)
Club légaliste, l'AS Montferrand ne fait pas partie des douze puis des quatorze clubs dissidents qui quittent la Fédération française de rugby à XV (FFR) en 1932  pour créer leur propre organisation, l'Union française de rugby amateur (UFRA), en raison des maux dont souffre le rugby français à cette époque, maux taxés de « championnite.
Il se qualifie pour les demi-finales d'un championnat dont beaucoup d'équipes comme le Stade toulousain sont absents. Il perd cette demi-finale contre le RC Narbonne.
Depuis, le club se maintient en première division du Championnat de France. Durant la saison 1935-1936, les jaunards atteignent la finale du Championnat de France pour la première fois de leur histoire après une victoire contre l'Aviron bayonnais en demi-finale. L'évènement déplace 2 000 Auvergnats au stade des Ponts Jumeaux de Toulouse où se déroule la rencontre contre le RC Narbonne. Dès la cinquième minute, le demi de mêlée des jaune et bleu Pierre Thiers inscrit une pénalité de 50 mètres, une performance rare à l'époque. Mais usé par le jeu d'avant des Narbonnais, pourtant réduit à 14 dès la cinquantième minute, l'AS Montferrand s'incline après avoir encaissé deux essais,.
L'année suivante, le club atteint à nouveau la finale du championnat et fait figure de grand favori face au CS Vienne. Pierre Thiers réitère sa performance de la finale précédente en inscrivant en début de rencontre une pénalité de 50 mètres. Malgré la domination de ses avants, l'ASM échoue en finale du championnat pour la seconde fois consécutive.

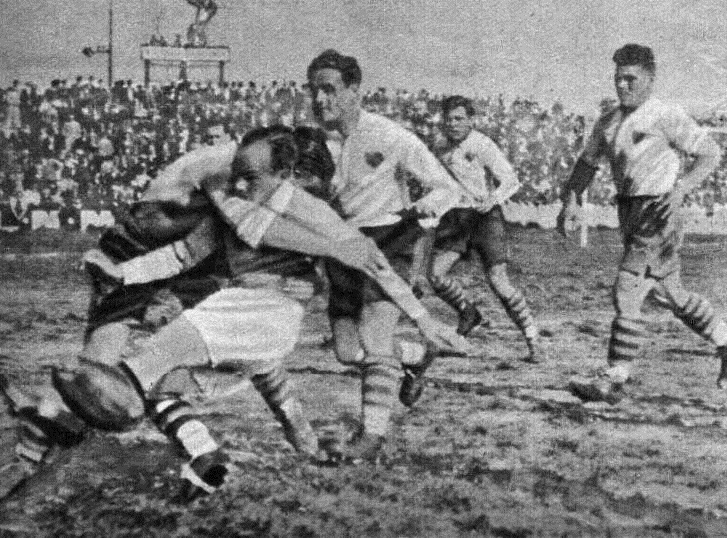
Finale 1938 du Challenge Yves du Manoir au stade Mayol de Toulon : un trois-quarts perpignanais plaqué par un Montferrandais.

En 1938, le club remporte son premier titre majeur en gagnant le Challenge Yves du Manoir aux dépens de l'USA Perpignan. Il se qualifie aussi pour les demi-finales du Championnat de France, étant battu par le Biarritz olympique.
Pendant la deuxième guerre mondiale, l'ASM dispute le Challenge de l'Amitié, et termine premier de son groupe devant le FC Grenoble et le Lyon OU.

### Reprise des compétitions (1943-1951)
La Seconde Guerre mondiale a apporté son lot de ravages à l'AS Montferrand. André Vesvre trouve la mort à bord du torpilleur Siroco le 31 mai 1940 avec deux autres asémistes, Michel Boucheron et Guy Cohalion. Marius Bellot est mort en déportation le 13 mars 1944. Pierre Thiers, qui parle correctement allemand, s'échappe d'un convoi de rapatrié sanitaire.
En 1943, le club atteint la finale du championnat de France de la Zone sud mais s'incline contre le SU Agen.
Premier de sa poule de six en Championnat avec cinq victoires en cinq matches, l'ASM se qualifie pour les demi-finales où il est éliminé par l'USA Perpignan.
En 1945, l'ASM atteint pour la première fois la finale de la Coupe de France mais échoue face au SU Agen. Même scénario deux ans plus tard, où la victoire revient au Stade toulousain. Le Stade toulousain remporte aussi contre l'AS Montferrand, la demi-finale du championnat la même année.
Montferrand se qualifie pour les demi-finales du Championnat de France en 1951 mais perd 11 à 9 après prolongation contre l'US Carmaux.

### Une période difficile (1952-1969)
Membre fondateur du Challenge Yves du Manoir, l'AS Montferrand est invitée à la première édition d'après-guerre en 1952 mais termine dernière avec deux victoires et quatre défaites.
Les Montferrandais se qualifient pour les quarts de finale du Championnat de France en 1954, 1964 et 1969 mais sont absent du dernier carré du championnat pendant dix-huit années consécutives.
Le club, après avoir été repêché, dispute aussi la finale du Challenge Yves du Manoir en 1957.

### Retour vers les sommets (1970-1994)

#### Plusieurs finales disputées dans les années 1970
Dans les années 1970, l'AS Montferrand précise sa place dans le rugby français et affronte en 1970 le club de La Voulte sportif en finale du championnat qu'il perd pour la troisième fois sur le score de 3 à 0 dans une finale où les frères Camberabero ont pourtant manqué tous leurs buts. Dans les années 1970, le pack montferrandais est surnommé « le monstre à seize pattes ». Cette désignation des avants jaunards a traversé les années et elle est encore quelquefois utilisée trente ans plus tard. Ce qualificatif est même mentionné par Fabien Galthié dans son entretien avec Jean Lacouture.
Le club s'enrichit d'internationaux et mène en 1976 une bonne saison mais les Brivistes du CA Brive ont raison des jaunes et bleus en quart de finale du Championnat de France. La même année, elle remporte le Challenge Yves du Manoir pour la deuxième fois après avoir éliminé l'AS Béziers en quart, le RC Narbonne en demi et enfin le SC Graulhet en finale. L'année 1976 du rugby montferrandais est endeuillée par la mort de Jean-François Phliponeau, frappé par la foudre sur le terrain du stade Marcel-Michelin quelques semaines avant la finale du Challenge Yves du Manoir.
Après un nouveau quart de finale perdu de peu face à l'US Romans Péage, en 1977, l'AS Montferrand se qualifie pour la quatrième finale du championnat de son histoire en 1978 après avoir éliminé notamment l'Aviron bayonnais, le RC Narbonne puis enfin le Valence sportif. Cependant, l'équipe perd la finale contre l'AS Béziers 31 à 9 après avoir longtemps rivalisée.
L'AS Montferrand atteint la finale du Challenge Yves du Manoir 1978-1979. Elle perd de justesse la finale 9 à 7 contre le RC Narbonne malgré un essai de 100 mètres inscrit par Frédéric Costes mais Jean-Pierre Romeu manque la transformation en coin de cet essai. Les Clermontois accèdent également à la demi-finale du Championnat de France après une victoire contre le Stade toulousain en quart 12 à 6 grâce à la botte de Jean-Pierre Romeu. Les Montferrandais sont ensuite éliminés par le RC Narbonne la semaine suivante.

#### Demi-finaliste du Championnat de France à plusieurs reprises, victoire dans le Challenge Yves du Manoir et retour en finale en championnat (1980-1994)
Alors qu'elle se renforce en recrutant notamment deux internationaux basques, l'ouvreur Roger Aguerre et l'ailier Laurent Pardo, l'AS Montferrand joue trois autres demi-finales du Championnat de France, en 1981, 1984 et 1985.
En 1986, l'AS Montferrand remporte à nouveau le Challenge Yves du Manoir, contre le FC Grenoble. En championnat, le club est éliminé la même année en quart de finale par le SC Graulhet. Cette saison-là, Éric Nicol fait ses premières apparitions sous le maillot auvergnat. Avec 437 matchs disputés sous le maillot de l'ASM de 1985 à 2001, il est le joueur le plus capé du club.
Les trois saisons suivantes sont un peu plus difficiles avec une élimination en quart de finale en 1987, puis en huitième de finale les deux années suivantes.
L'ASM dispute une autre demi-finale de championnat contre le SU Agen en 1990 ainsi qu’une demi-finale de Challenge Yves du Manoir contre le RC Narbonne la même année.
En 1994, l'AS Montferrand dispute la cinquième finale de Championnat de France de son histoire. Qualifié en dernière position après un parcours mouvementé en Top 16, il élimine pourtant le numéro un, le RC Toulon, en quart de finale 15 à 8 puis retrouve le FC Grenoble en demi-finale, revanchard après avoir perdu une finale de championnat controversée la saison précédente. L'ASM, plus entreprenante, l'emporte 22 à 15 et retrouve le Stade toulousain en finale. En tête à la mi-temps, les jaunes et bleus sont finalement battus 22 à 16 par les Toulousains dont l'ouvreur Christophe Deylaud réussit un sans faute au pied.

### Les débuts du professionnalisme (1999-2006)
En 1999, mené par son capitaine Jean-Marc Lhermet, le club remporte le Challenge européen, aux dépens des joueurs du CS Bourgoin-Jallieu. La même année, l'ASM est en passe de décrocher le premier titre professionnel du rugby à XV français, mais échoue à nouveau en finale contre le Stade toulousain après avoir une nouvelle fois sorti en demi le FC Grenoble et son pack de « bulldozers » dans les quatre dernières minutes de la rencontre.
L'année suivante, les Jaunards jouent pour la première fois en Coupe d'Europe. Les Auvergnats accèdent dès leur première participation aux phases finales, mais le Stade toulousain se dresse sur la route des Jaune et Bleu qui s'inclinent en quart de finale.
En 2001, l'entraîneur australien Tim Lane mène les Jaune et Bleu en finale du Championnat de France contre le Stade toulousain. L'ASM subit une septième défaite à ce stade de la compétition.
En 2002, sous l'impulsion de la Ligue nationale de rugby, l'Associationsportive montferrandaise crée la société anonyme à objet sportif (SAOS) « ASM rugby » afin de gérer l'équipe fanion de sa section rugby et dont elle détient 99 % des parts. Elle conserve toutefois la gestion directe de l'intégralité du secteur rugbystique amateur.
En championnat, Clermont se hisse jusqu'en demi-finale mais est battue par le Biarritz olympique. En Coupe d'Europe, avec une seule défaite concédée au Cardiff RFC lors de la phase de poule, l'ASM retrouve les quarts de finale, mais s'incline cette fois contre le Castres olympique.
En 2003, l'ASM de Laurent Travers est privée de phases finales après une défaite à la dernière seconde du temps additionnel 14 à 17 au stade Marcel-Michelin par le FC Grenoble.
En 2004, René Fontès prend la présidence du club et Jean-Marc Lhermet est nommé directeur sportif. En juillet de la même année, l'Association sportive montferrandaise transforme la SAOS ASM rugby en société anonyme sportive professionnelle (SASP). L'AS Montferrand devient l'ASM Clermont Auvergne. À la portée d'un deuxième titre en Challenge européen, l'ASM échoue la même année contre les Harlequins pour un point 27 à 26.
Durant les saisons 2004-2005 et 2005-2006, le club s'octroie les services de l'international gallois Stephen Jones.

### L'ère Vern Cotter (2006-2014)

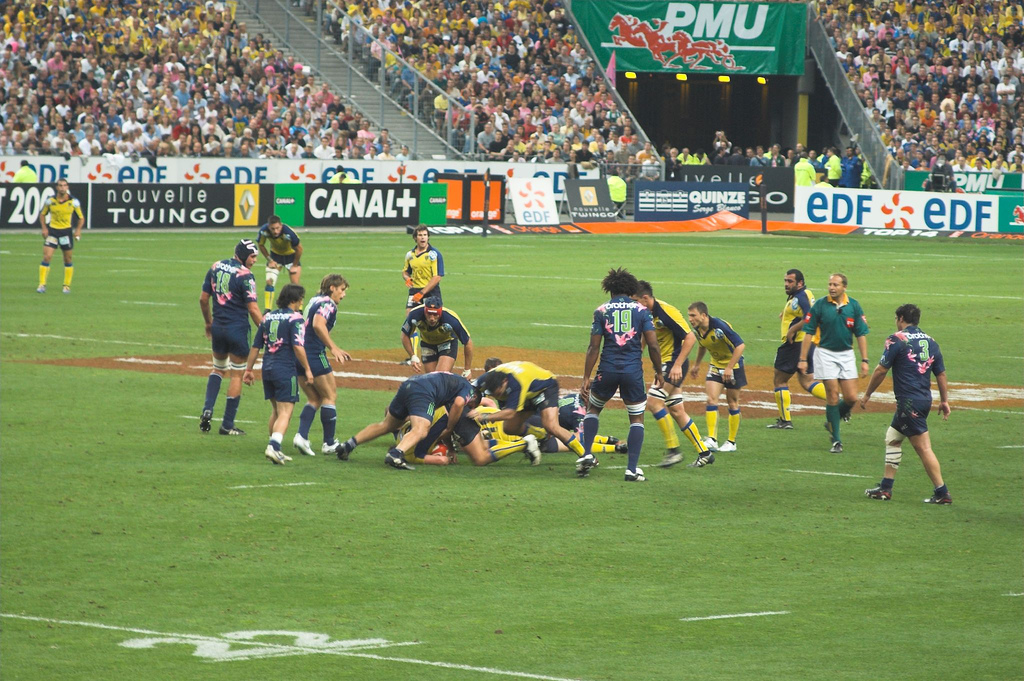
La finale du Top 14 2006-2007 au stade de France perdue contre le Stade français Paris.

#### Vainqueur du Challenge européen 2007 puis triple finaliste du championnat 2007, 2008 et 2009
À compter de la saison 2006-2007, l'équipe première est placée sous la direction du Néo-Zélandais Vern Cotter. L'ASM remporte le Challenge européen et atteint une huitième finale de Championnat de France, désormais nommé Top 14, perdue cette fois ci-contre le Stade français Paris. Cette saison marque le début d'une période de renouveau, une véritable ère Cotter durant laquelle le club évolue vers le haut du tableau du championnat. Recruté par le club à l'été 2006, le demi d'ouverture australien Brock James est l'un des symboles de cette ère.
Pour la saison 2007-2008, le club recrute pour une saison le capitaine des Springboks John Smit, champion du monde 2007. L'ASM atteint à nouveau la finale du Top 14, mais échoue cette année encore contre le Stade toulousain.
Dès la saison 2008-2009, l'ASM se hisse encore une fois à ce stade de la compétition en Top 14, mais alors que les Clermontois se préparent aux États-Unis, de sérieux doutes apparaissent sur la capacité de cette équipe à surmonter les échecs antérieurs, et l'ASM Clermont s'incline donc pour la dixième fois en finale, face à l'USA Perpignan, la troisième consécutivement. À l'issue de cet exercice, Brock James franchit la barre des 1000 points inscrits en Championnat de France sous le maillot auvergnat. Il termine meilleur réalisateur du championnat, la troisième fois consécutive. Le Fidjien Napolioni Nalaga termine quant à lui meilleur marqueur, inscrivant 21 essais sur l'ensemble du Top 14 2008-2009. Il est en outre sacré meilleur joueur de la saison.

#### Champion de France 2010
À partir de la saison 2009-2010, le club évolue en blanc sur les terrains européens pour trois saisons. Le 18 octobre 2009, le club dispute la 1 000e rencontre de l'histoire de la Coupe d'Europe contre les Ospreys et atteint les quarts de finale de cette même compétition. En Top 14, à l'issue d'un match remporté après prolongation face au RC Toulon, l'ASM retrouve la finale du Championnat de France pour la quatrième fois consécutive.

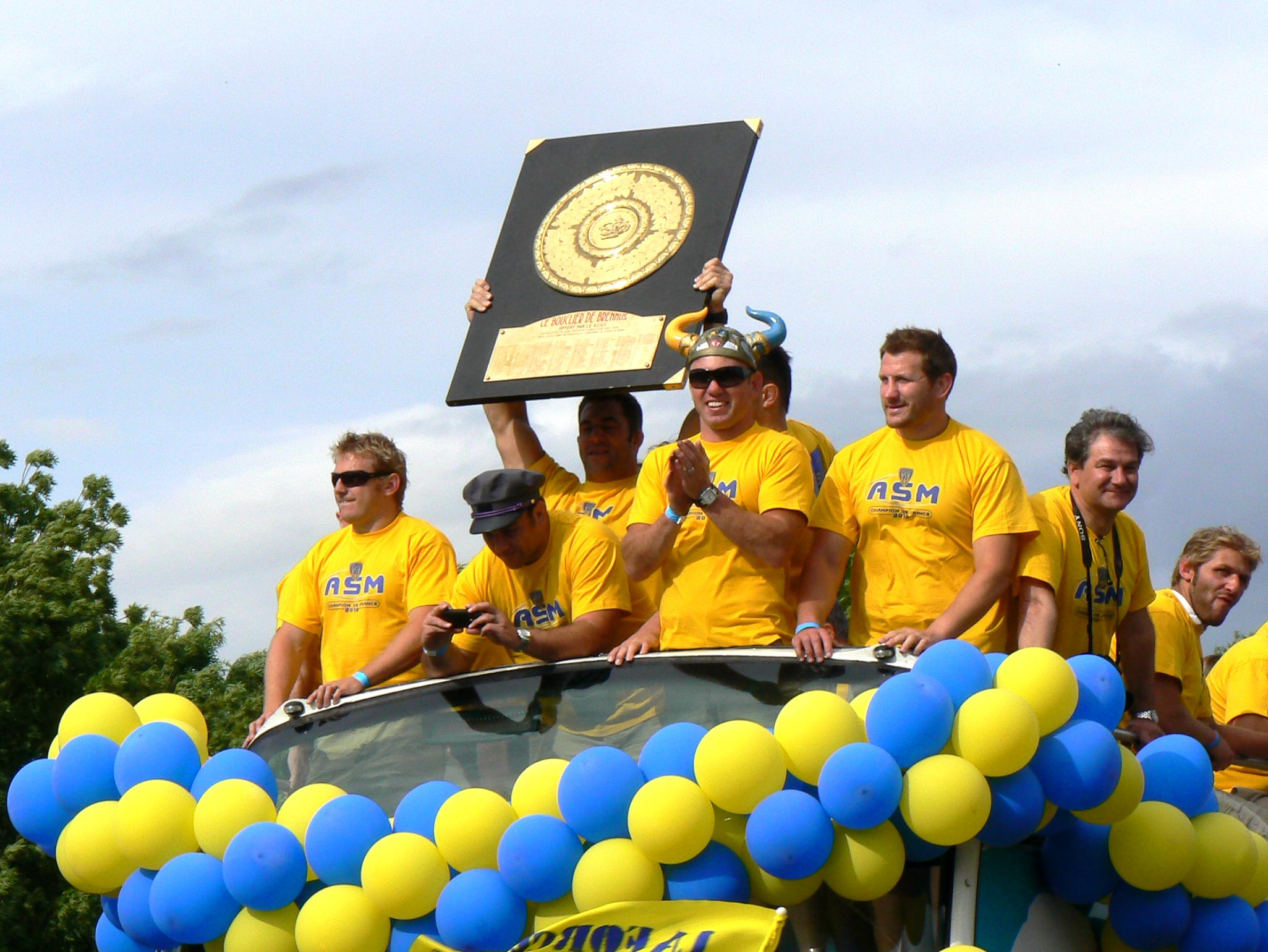
Les joueurs champions de France 2010 paradent dans les rues de Clermont avec le Bouclier.

Le 29 mai 2010, l'ASM devient pour la première fois de son histoire, championne de France face à l'USA Perpignan sur le score de 19 à 6. Le jeune international français Morgan Parra marque 11 points dans cette finale, et est sacré meilleur joueur de la saison. Plus de 60 000 personnes sont réunies place de Jaude à Clermont-Ferrand pour célébrer ce succès.

#### Demi-finaliste de Top 14 en 2011, 2012 et 2013 et vice-champion d'Europe 2013
À partir de la saison 2010-2011, la Coupe d'Europe devient une priorité pour le club. Mais le bilan est mitigé. Performante à domicile mais décevante à l'extérieur, l'ASM est éliminée en poule de la Coupe d'Europe en décembre 2010. En Top 14, le club est éliminé en demi-finale par le Stade toulousain.
À l'occasion de la saison 2011-2012, la Coupe d'Europe est à nouveau l'objectif annoncé par joueurs et dirigeants. Le club recrute de nombreux joueurs qui lui permettent de prendre la deuxième place de la saison régulière, à égalité de points avec le Stade toulousain. Les Clermontois sont néanmoins battus par le RC Toulon en demi-finale de Top 14. L'ASM termine invaincue à domicile pour la seconde saison consécutive. En Coupe d'Europe, l'ASM est éliminée en demi-finale par le Leinster à Bordeaux.
En 2012-2013, la saison de championnat de l'ASM Clermont Auvergne est marquée par la première place de la phase régulière. Clermont affronte le Castres olympique en demi-finale du Top 14. Ce match se déroule au stade de la Beaujoire de Nantes et l'ASM s'incline face au CO sur le score de 25 à 9, le futur champion de France. En parallèle, le parcours en Coupe d'Europe 2012-2013 est très bon puisque l'ASM élimine le Leinster en phase de poule puis le Munster en demi-finale après avoir battu facilement le Montpellier HR en quart sur le score de 36 à 14. Le club accède ainsi pour la première fois de son histoire à la finale de la Coupe d'Europe où l'ASM Clermont voit resurgir ses vieux démons et s'incline encore une fois dans une finale, contre le RC Toulon par 16 à 15. Toutes compétitions confondues avec la Coupe d'Europe, le Challenge européen, le Championnat de France, le Challenge Yves du Manoir et la Coupe de France, c'est la vingtième finale perdue par le club.
Durant la Coupe d'Europe 2013-2014, l'ASM Clermont Auvergne atteint les demi-finales pour la troisième année consécutive, et retrouve les Saracens à Twickenham. Trop fébriles en défense et impuissants face à l'efficacité offensive adverse, les Clermontois subissent une large défaite 46 à 6. En Top 14, ils font un très beau parcours, surtout pendant l'hiver, terminent troisième de la phase régulière, et disputent un barrage à domicile mais s'inclinent pour la première fois depuis presque cinq ans dans leur antre contre le Castres olympique, 22 à 16.

### L'ère Franck Azéma

#### Vice-champion d'Europe et de France 2015
À la fin de la saison 2013-2014, qui se solde par la première défaite à domicile pour l'ASM Clermont Auvergne depuis 2009, le Néo-Zélandais Vern Cotter, entraîneur de l'ASM depuis 2006, laisse sa place à Franck Azéma qui garde sa fonction d'entraîneur des lignes arrières de l'équipe auvergnate. Vern Cotter rejoint la sélection d'Écosse pour trois ans. Cette saison s'avère importante pour tester les nouvelles recrues et le nouvel encadrement, notamment composé de l'ancien entraîneur des avants du Leinster, Jono Gibbes, qui prend ce poste à l'ASM.

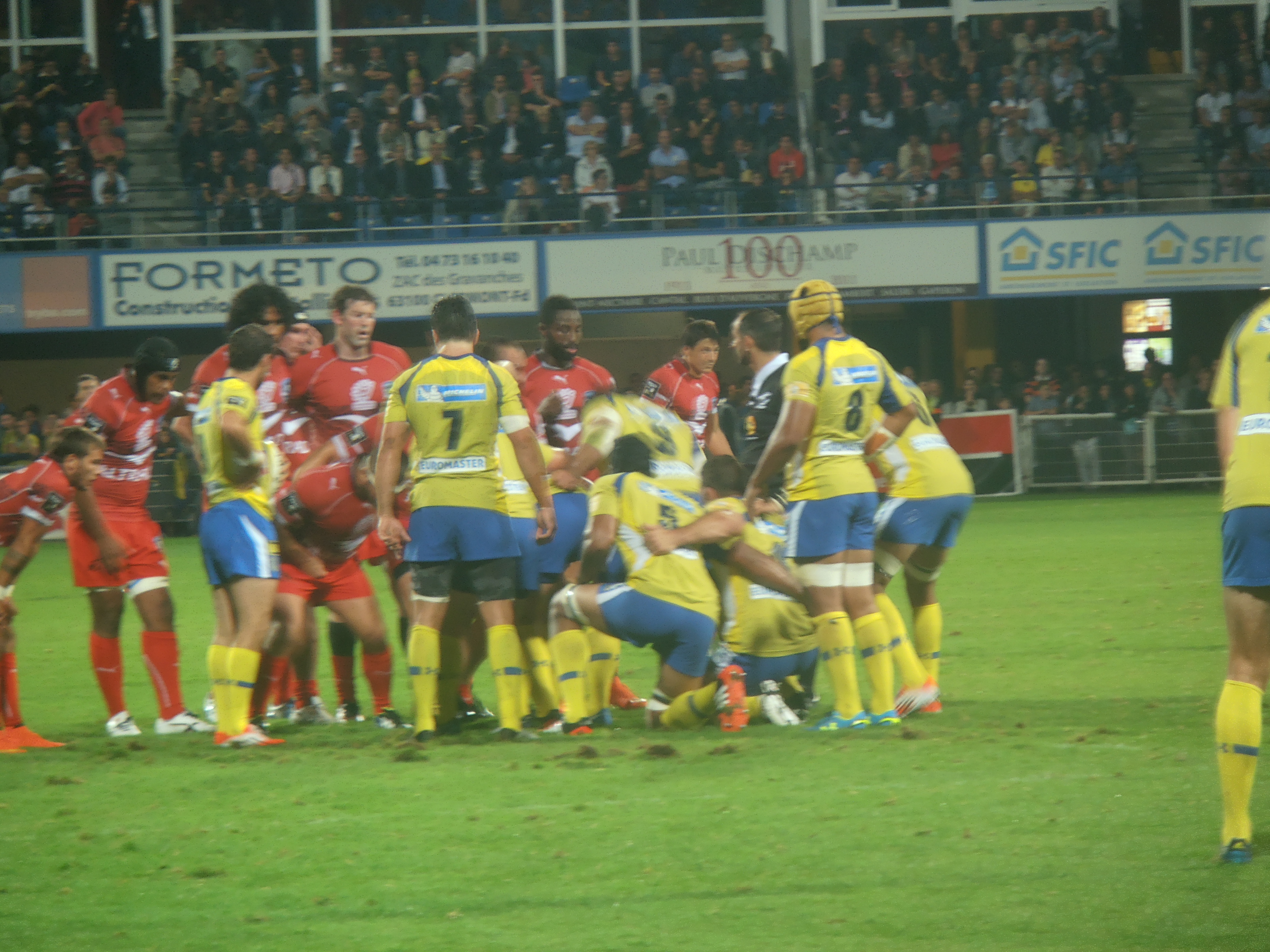
L'ASM s'incline sur le score de 20 à 21 sur sa pelouse lors de la 3e journée face au Montpellier HR.

La saison commence bien, même avec une première défaite à domicile contre le Montpellier HR, lors de la troisième journée, sur le score de 20 à 21. Excepté cette défaite et une lourde claque prise à l'Union Bordeaux Bègles (51-21), l'ASM gère bien ce début de saison notamment en battant le Stade toulousain chez lui (9-13) dans un match très serré. Après la onzième journée, et au début de la trêve internationale, l'ASM est première du Top 14, devant le RC Toulon.
En Coupe d'Europe, le parcours de l'ASM est aussi remarquable. En effet, malgré une défaite contre les Saracens à Londres lors de la première journée (30-23) où ils glanent néanmoins un précieux point de bonus défensif, les Clermontois se ressaisissent vite et battent les Sale Sharks à domicile sur le score de 35 à 3 avec le bonus offensif. L'ASM crée ensuite l'exploit en battant le Munster, chez lui dans le fameux Thomond Park où il n'avait perdu que deux fois en Coupe d'Europe et jamais contre un club français, sur le score de 9 à 16. Le club devient ainsi la première équipe française à s'imposer à Thomond Park. Fait assez rare pour être souligné, les 750 supporters de la « Yellow Army » clermontoise présents, arrivent, à la fin du match à faire résonner le célèbre "Ici, Ici, c'est Montferrand" dans le stade, malgré les 24700 supporteurs de la « Red Army ». À la suite de cet exploit historique, l'ASM prend la tête de la poule 1 avec dix points, devant les Saracens (neuf points). Lors du match retour, l'ASM Clermont s'impose 26 à 19 dans un match maîtrisé, et dans lequel elle aurait même pu envisager le bonus offensif. Clermont devient ainsi la deuxième équipe européenne à battre le Munster lors des doubles confrontations (après le Cardiff RFC en 1997-1998). L'ASM se place donc favorite de la poule 1 pour la qualification. Finalement, après avoir vaincu les Sale Sharks chez eux sur le score de 13 à 22, l'ASM Clermont Auvergne se qualifie pour les quarts de finale de la Coupe d'Europe en battant les Saracens de Londres, au stade Marcel-Michelin sur le score de 18 à 6. En quart de finale de la compétition, elle reçoit les Northampton Saints, tenant du titre de la Premiership, au stade Marcel-Michelin. Alors que beaucoup d'observateurs voyaient un match serré, l'ASM parvient à se qualifier haut la main en dominant largement des Anglais assez inoffensifs (37-5). En demi-finale, elle retrouve les Saracens, au stade Geoffroy-Guichard de Saint-Étienne. Dans un match serré et indécis, l'ASM parvient à tirer son épingle du jeu et à s'imposer 13 à 9 grâce notamment à un essai de Wesley Fofana et un excellent Brock James auteur d'un 100 % de réussite aux tirs au but et décisif sur l'essai. L'ASM retrouve en finale le RC Toulon à Twickenham comme en 2013 et la finale perdue 15 à 16. Malgré un bon début de match où ils vont mener 11 à 3, les Auvergnats subissent à nouveau la loi des Toulonnais qui s'imposent finalement 24 à 18. Le RCT remporte ainsi sa troisième Coupe d'Europe consécutive, une première dans l'histoire de la compétition. L'ASM, de son côté, connaît son deuxième revers en finale de Coupe d'Europe.
En Top 14, l'ASM parvient à se qualifier directement pour les demi-finales grâce à trois victoires lors des trois dernières journées dont deux acquises à l'extérieur. En demi-finale, l'ASM retrouve le Stade toulousain. Dans un match âpre et tendu, les Clermontois s'imposent sur le fil en toute fin de match sur le score de 18 à 14 grâce notamment à un drop de Brock James. En finale, elle retrouve le Stade français Paris comme lors de la finale de 2007. Le match débute mal pour les Clermontois qui, très indisciplinés, se retrouvent menés 9 à 0 après une demi-heure de jeu par un Stade français très réaliste et orchestré par un Morné Steyn impeccable au pied. Menés 9 à 3 à la mi-temps, les Clermontois essaient tant bien que mal de revenir au score en deuxième mi-temps (9-6, 62e) mais Brock James rate la pénalité de l'égalisation à la 70e minute. La fin de match est dominée par les Parisiens qui vont même inscrire une dernière pénalité (80e) synonyme de victoire (12-6). L'ASM perd ainsi sa deuxième finale cette saison et sa onzième en Top 14.

#### 2015-2016
En Top 14, l'ASM commence cette saison de manière idéale grâce à trois victoires bonifiées dont deux acquises à l'extérieur. Cette dynamique est cependant freinée lors de la réception de l'Union Bordeaux Bègles (4e journée), match qui se termine sur un score de parité 26 à 26. Les Auvergnats continuent ensuite sur leur belle lancée avec deux victoires bonifiées à domicile (contre la Section paloise et le Castres olympique) malgré deux échecs à l'extérieur (contre le Montpellier HR et le Stade français Paris).
L'ASM enchaîne ensuite sur la Coupe d'Europe qu'elle commence assez fébrilement contre les Ospreys, match dans lequel les Gallois parviennent, malgré la défaite, à prendre deux points de bonus. Sur les matchs suivants, l'équipe auvergnate va connaître ses deux premières grosses défaites de la saison. La première est à domicile contre le RC Toulon en Top 14 (9-35) et la seconde à l'extérieur contre les Exeter Chiefs en Coupe d'Europe (31-14). L'ASM se rachète quand même grâce à trois victoires à l'extérieur : deux en Top 14 acquises aux dépens du CA Brive et du Agen et une en Coupe d'Europe contre l'Union Bordeaux Bègles. Cependant, à domicile, les Clermontois ne sont pas sereins et s'inclinent contre le Racing 92, autre grosse écurie du Top 14, sur le score de 16 à 20. Mais l'épisode le plus marquant de la saison reste sans doute celui de la série des deux défaites à domicile contre l'Union Bordeaux Bègles en Coupe d'Europe et contre le Montpellier HR en Top 14. La première est particulièrement difficile à encaisser côté clermontois puisqu'elle les élimine de la Coupe d'Europe. La deuxième ne fait qu'accentuer la mauvaise dynamique de l'équipe. À tel point que certains médias vont jusqu'à parler de « crise »,.
Cependant, cette hypothèse est très vite réfutée à la suite de l'impressionnante série de victoires acquise après la trêve (huit consécutives). Celle-ci prend fin à la suite d'un match perdu contre le Racing 92 (26-20). L'ASM s'impose ensuite à la Section paloise (10-16) pour leur neuvième victoire à l'extérieur de la saison, ce qui constitue un record.
Finalement, l'équipe termine première de la saison régulière avec 88 points, lui permettant d'accéder directement à la demi-finale. Celle-ci se joue au Roazhon Park de Rennes contre le Racing 92, vainqueur du Stade toulousain en barrage. Les Auvergnats et les Franciliens se rendent coup pour coup durant 80 minutes et terminent sur un score de parité à la fin du temps règlementaire (27-27). Les prolongations débutent alors et l'ASM prend une avance de six points. Cependant, à quelques minutes de la fin du match, les Racingmen marquent un essai en contre et prennent l'avantage 33 à 34 grâce à la transformation. La partie s'achève sur ce score. L'ASM termine donc sa saison sur ce match aux multiples rebondissements mais qui laisse un goût amer à l'équipe et aux supporters. Franck Azéma critique notamment l'arbitrage vidéo, déficient selon lui.

#### Champion de France et vice-champion d'Europe 2017
En juin 2016, Jean-Marc Lhermet quitte son poste de directeur sportif. L'entraîneur Franck Azéma reprend alors l'essentiel des prérogatives, dont le titre de directeur sportif. Dans le staff, après une saison comme pigiste à temps partiel, Didier Bès devient coach de la mêlée à plein-temps.
En attendant la nouvelle pelouse hybride du stade Marcel-Michelin, l'ASM se voit contrainte d'effectuer trois déplacements lors des trois premières journées de Top 14. L'équipe s'en sort bien avec deux nuls sur le score de 30 à 30 (contre le Stade rochelais et le Stade français Paris) et une victoire contre le Montpellier HR. Elle retrouve ensuite son stade pour les réceptions du Racing 92 et de l'Union Bordeaux Bègles et gagne ses deux matchs à domicile avec la manière (victoires bonifiées). À la fin de la cinquième journée, elle prend la tête du championnat et reste la seule équipe encore invaincue. L'ASM connaît sa première défaite lors de la sixième journée contre le RC Toulon (23-21) mais se rattrape lors des deux journées suivantes avec deux victoires à domicile contre le Castres olympique (29-19) et le Stade toulousain (29-25). À l'issue de ce dernier match, l'équipe auvergnate reste leader (27 points) devant le Stade rochelais (24 points).
L'ASM commence son parcours européen par une large victoire bonifiée à l'extérieur contre les Anglais des Exeter Chiefs (8-35), vice-champions d'Angleterre. Lors de la deuxième journée, elle s'impose face à l'Union Bordeaux Bègles au terme d'un festival offensif où les deux équipes (qui prennent chacune un point de bonus offensif) n'inscrivent pas moins de onze essais (49-33). À l'issue de ce match, les Auvergnats sont premiers de leur poule avec dix points.
En Top 14, les Clermontois continuent sur leur lancée en remportant le derby du Massif central contre le CA Brive (16-40) puis leur match contre le FC Grenoble (21-20). L'ASM affiche alors 36 points au classement devant le Stade rochelais (30 points) et le RCT (27 points). La suite de la saison est un peu plus délicate : privée de ses internationaux partis disputer les test matchs, l'ASM enregistre deux défaites dont une à 40 points contre la Section paloise. Par ailleurs, elle gagne difficilement son match à domicile contre le promu le Lyon OU, profitant d'un drop de Morgan Parra dans les dernières secondes de jeu. En Coupe d'Europe, les Clermontois connaissent leur première défaite contre l'Ulster (39-32) au terme d'un match au niveau de jeu très élevé. La semaine suivante, l'ASM prend sa revanche au Marcel-Michelin (39-18) et prend une sérieuse option sur la qualification. La qualification est acquise un mois plus tard avec une victoire étriquée sur le terrain de l'Union Bordeaux Bègles (6-9). À l'issue des phases de poules, l'ASM termine première toutes équipes confondues. Entretemps, les Clermontois ont remis la marche en avant en championnat en domptant le RC Toulon au stade Marcel-Michelin (victoire 30 à 6 avec le bonus offensif - quatre essais à zéro). Les internationaux partis disputer le Tournoi des Six Nations, l'ASM connaît par la suite des difficultés notamment pour s'imposer à l'extérieur (deux défaites, un nul). Elle connaît par ailleurs sa première défaite à domicile contre le Montpellier HR lors de la vingtième journée et se laisse distancer par le Stade rochelais dans la bataille pour la première place.
En quart de finale de Coupe d'Europe, l'ASM reçoit le RC Toulon, qui reste sur deux victoires en finale contre les Clermontois. Mais cette fois-ci, ce sont les auvergnats qui prennent le meilleur sur leurs adversaires (29-9) dans un match maîtrisé. La semaine suivante en Top 14 contre le CA Brive, Franck Azéma change la totalité de l'équipe victorieuse de Toulon mais l'ASM s'incline pour la deuxième fois à domicile (21-26), mettant en danger sa deuxième place. Malgré le bon retour du Montpellier HR, les Clermontois parviennent finalement à conserver cette seconde place grâce à leurs trois derniers matchs de Top 14 victorieux et se qualifient ainsi directement pour les demi-finales de la compétition. Dans le même temps, l'ASM se qualifie pour la finale de Coupe d'Europe en battant le Leinster en demi-finale dans un match tendu et accroché (27-22). Mais une nouvelle fois, l'ASM est battue en finale par les Saracens (28-17).
Les Clermontois prennent leur revanche sur le Racing 92 en demi-finale de championnat (37-31) avant de remporter la compétition face au RC Toulon en finale sur le score de 22 à 16.

#### 2017-2018
En fin de saison 2016-2017, Bernard Goutta devient, en remplacement de Jono Gibbes parti chez les Irlandais de l'Ulster, l'entraîneur responsable des avants et l'adjoint de Franck Azéma avec qui il a déjà co-entraîné l'USA Perpignan sous les ordres de Jacques Brunel de 2007 à 2010.
Le début de saison de l'ASM en Top 14 est assez délicat. Les Clermontois perdent en effet leur premier match de championnat (défaite 32-25 contre l'Union Bordeaux Bègles). La semaine suivante, à domicile, ils se ressaisissent en battant le RC Toulon pour la quatrième fois de suite (hors match amicaux). Malgré ce bon résultat, les doutes se réinstallent à la suite de leur match catastrophique contre le Stade rochelais en troisième journée (défaite 51 à 20 avec sept essais encaissés),. Il faut attendre les deux journées suivantes pour voir les champions de France en titre gagner deux matchs de suite, contre le CA Brive, dans le derby du Centre de la France sur le score de 62 à 6, puis une victoire à l'arraché contre les champions de France 2016 du Racing 92 (23-21). La saison avance et les résultats se font poussifs ; les champions de France n'arrivant d'ailleurs toujours pas à gagner à l'extérieur. À la mi-championnat, le club connait une série de contre-performances qui les enlisent dans le bas de tableau comme lors de la onzième journée contre l'US Oyonnax, où les Clermontois, qui mènent pourtant 29 à 10 à la pause, se font rattraper 32 à 32. D'autre part, les blessés s'accumulent notamment au sein des lignes arrières, privant l'équipe de joueurs de qualité comme Camille Lopez ou Alivereti Raka. La seconde partie de saison est marquée par d'incroyables déroutes notamment contre le Racing 92 (58-6), le RC Toulon (49-0) et le Stade français Paris (50-13) et des déconvenues à domicile contre le Montpellier HR (29-30) et l'US Oyonnax (12-18). L'ASM termine sa saison à la neuvième place, bien loin des objectifs de début de saison... C'est la première fois depuis la saison 2005-2006 que le club ne participe pas aux phases finales de Top 14.
En phases de poule de Coupe d'Europe, l'ASM fait pourtant un beau parcours en battant notamment les Saracens, champions d'Europe en titre, à l'extérieur (14-46) avec six essais à la clé. L'équipe termine première de sa poule, n'ayant subit qu'une seule défaite contre les Northampton Saints. Les Clermontois, en plein doute, perdent cependant en quart de finale de Coupe d'Europe contre le Racing 92 en avril 2018.
La saison 2017-2018 est donc une saison blanche pour le club décimé par les blessures pendant toute la saison et qui a accumulé les contre-performances notamment en championnat.

#### Vainqueur du Challenge européen et vice-champion de France 2019
Soucieux de faire oublier la saison précédente, les Clermontois commencent de la meilleure des manières le Top 14 en gagnant leur quatre premiers matchs (dont deux avec bonus). À la mi-championnat, l'ASM est en tête du classement avec 48 points devant le Stade toulousain (45 points). Le parcours est excellent puisque le club n'a perdu que deux fois pour neuf victoires et deux matchs nuls.
En Challenge européen, les résultats sont exceptionnels : les Clermontois obtiennent en effet six victoires bonifiées sur six matchs disputés, devenant ainsi le premier club français et le deuxième club européen après les Ospreys (en 2016-2017) à réaliser cette performance dans la compétition. En quart de finale, les Auvergnats retrouvent le club des Northampton Saints qu'ils ont rencontré à deux reprises lors des phases de poule et l'emportent largement 61 à 38 dans un match très animé. En demi-finale, l'ASM affronte un autre club anglais, celui des Harlequins, qu'elle finit par battre dans un match assez serré (32-27). Finalement, les Clermontois se qualifient en finale pour la quatrième fois de leur histoire. Ils y rencontrent le Stade rochelais pour une finale 100 % française. L'ASM l'emporte finalement 36 à 16 au terme d'un match parfaitement maîtrisé, obtenant ainsi leur troisième titre de Challenge européen.
La seconde partie du championnat est un peu moins réussie que la première ; les Clermontois éprouvant quelques difficultés à s'imposer à l'extérieur et s'inclinant même à domicile contre le Montpellier HR lors de la dernière journée (27-28). Ils parviennent malgré tout à se qualifier directement pour les demi-finales du Top 14, cédant toutefois la première place au Stade toulousain, autre équipe très en forme cette saison. En demi-finale, l'ASM dispose aisément du Lyon OU (33-13). En finale, les Clermontois s'inclinent contre le Stade toulousain (18-24) pour la cinquième fois de leur histoire (1994, 1999, 2001, 2008 et 2019). Il s'agit de la douzième défaite du club en finale de championnat (pour deux victoires).
Malgré cet échec, la saison est très riche avec notamment un nouveau titre de Challenge européen et un jeu développé séduisant (152 essais inscrits en 37 matchs, soit 4,1 réalisations par match en moyenne).

#### Barragiste du Top 14 2021
Lors de la saison 2020-2021, Clermont s'incline en barrage du Championnat de France contre l'Union Bordeaux Bègles (25-16) au stade Chaban-Delmas.

### Retour de Jono Gibbes (2021-2023)
Durant l'été 2021, Franck Azéma quitte le poste d'entraîneur et est remplacé par Jono Gibbes.
Au cours de cette saison, les joueurs de l'ASM testent un procédé révolutionnaire pour étudier les conséquences liées aux commotions cérébrales : choisis par World Rugby au même titre que les joueurs du Leinster et du Benetton Trévise, les joueurs de Clermont s'entrainent et jouent avec des protèges-dents connectés.

### L'ère Christophe Urios (depuis 2023)
La saison 2022-2023 n'est pas de tout repos, l'ASM subit de nombreuses blessures au sein de son effectif ne lui permettant pas d'aligner sa meilleure équipe pendant quasiment toute la saison,. Début janvier 2023, après la défaite de l'ASM à domicile sur le score de 32 à 13 contre le Stade toulousain, l'entraîneur des arrières, Xavier Sadourny, quitte son poste. À la mi-janvier, l'ASM s'incline lourdement 29 à 44 à domicile face aux Leicester Tigers en Champions Cup. En championnat, l'ASM est classé dixième sur quatorze. En conséquence de ces résultats, Gibbes est démis de ses fonctions. Jono Gibbes est remplacé peu après par le nouvel entraîneur Christophe Urios, licencié plus tôt dans la saison par l'Union Bordeaux Bègles. Clermont est alors reversé en huitième de finale de Challenge Cup et bat les Bristol Bears mais est éliminé une semaine plus tard en quart de finale par les Gallois des Scarlets (32-30),.

Le groupe Michelin devient actionnaire à 100% du club auvergnat.

Avec un déficit de 6,5 M€ à l'issue de cette saison délicate, qui aurait pu reléguer le club en Pro D2 ou le voir disparaître, Michelin injecte 11 M€ et devient alors propriétaire du club en étant son unique actionnaire en vue de la nouvelle saison. Au terme de la saison 2023-2024, l'ASM Clermont termine huitième de Top 14 et retrouve tout de même la Champions Cup.
Durant la saison 2024-2025, l'ASM Clermont est éliminée en huitième de finale de la Champions Cup par les Anglais des Northampton Saints (46-24). Fritz Lee est gravement blessé durant ce match, marquant la fin de sa carrière à l'ASM. En Top 14, l'ASM se qualifie pour les phases finales, pour la première fois depuis 2021, en terminant à la cinquième place grâce à un succès 23 à 10 sur le terrain du Montpellier HR. Cependant, le club auvergnat s'incline 20 à 3 en barrage contre l'Aviron bayonnais au stade Jean-Dauger.

## Identité visuelle

### Couleurs et maillots
Les couleurs du club sont le jaune et le bleu, que l'on retrouve sur le logo de l'ASM dès sa création en 1911. Ces couleurs se trouvent être les couleurs officielles de la manufacture Michelin, elles-mêmes issues du blason de Montferrand.
Les couleurs du maillot ont évolué à travers les époques. À la création du club, en 1911, jusqu'à 1970, les maillots utilisés par l'ASM sont principalement blancs. Un maillot bleu aux rayures horizontales jaunes est utilisé ponctuellement, mais son utilisation semble décroître au fil du temps.
À partir de 1970, l'ASM utilise désormais des maillots entièrement jaunes dans des versions différentes selon les équipementiers du club.
Avec la professionnalisation du rugby à XV dans les années 1990, les équipementiers sportifs développent des stratégies marketing en multipliant les maillots selon les matchs joués à domicile ou à l'extérieur, en championnat ou en compétitions européennes. L'ASM connaît de nombreuses couleurs de maillot (noir, gris, vert et retour du blanc) pour les matchs à l'extérieur ou de compétitions européennes.
Le club connaît différents équipementiers sportifs à travers son histoire, notamment Adidas, Puma, Canterbury, Under Armour, et Macron à partir de la saison 2020-2021.

### Logo
En 2004, le blason de l'ASM est adapté en marge de sa nouvelle identité : il est ainsi élargi pour laisser paraître la mention « Clermont Auvergne »,,.
Le 25 mai 2019, un nouveau logo est présenté dans le cadre de la dernière rencontre de Top 14 à domicile. Proche de l'ancienne version mais de manière plus épurée, il conserve les trois lettres ASM et intègre le symbole de la région Auvergne-Rhône-Alpes.

Évolution du logo
Logo de 1911 à 1922.
Logo de 1922 à 1932.
Logo de 1932 à 1970.
Logo de 1970 à 2004.
Logo de 2004 au 25 mai 2019.
Logo depuis le 25 mai 2019.

## Palmarès
| Compétitions nationales | Compétitions internationales |
| --- | --- |
| Championnat de France de première division - Champion (2) : 2010, 2017 - Vice-champion (12) : 1936, 1937, 1970, 1978, 1994, 1999, 2001, 2007, 2008, 2009, 2015, 2019 Championnat de France de deuxième division - Champion (1) : 1925 Challenge Armand Vaquerin - Vainqueur (1) : 2003 | Coupe d'Europe - Finaliste (3) : 2013, 2015, 2017 Challenge européen - Vainqueur (3) : 1999, 2007, 2019 - Finaliste (1) : 2004 |
| Compétitions nationales disparues | Compétitions de jeunes |
| Challenge Yves du Manoir - Vainqueur (3) : 1938, 1976, 1986 - Finaliste (6) : 1935, 1957, 1972, 1979, 1985 et 1994 Coupe de France - Finaliste (2) : 1945, 1947 Coupe de la Ligue - Vainqueur (1) : 2001 Championnat Zone Sud - Finaliste (1) : 1943                                   | Championnat de France espoirs - Vainqueur (12) : 1935, 1937, 1938, 1939, 1948, 1962, 1979, 2001, 2006, 2010, 2011, 2012, 2014, 2018 - Finaliste (8) : 1931, 1932, 1934, 1949, 1994, 1999, 2003, 2009, 2016 Championnat de France Reichel - Vainqueur (5) : 1931, 1932, 1935, 1951, 2004 Coupe René Crabos - Vainqueur (1) : 2010 Challenge des provinces - Vainqueur (1) : 1994 Championnat de France minimes - Vainqueur (1) : 1987 Challenge Marcel-Michelin - Vainqueur (12) : 1963, 1977, 1978, 1984, 1985, 1986, 1987, 1988, 1989, 1990, 1993, 2010, 2012, 2013, 2017 Super Challenge de France - Vainqueur (2) : 1988, 2013 |

### Record d'invincibilité à domicile
Entre le 21 novembre 2009, jour d'une défaite (13-16) face au Biarritz olympique, et le 10 mai 2014 (soit quatre ans et cinq mois, 1631 jours), jour de la défaite (16-22) face au Castres olympique en match de barrage de Top 14, l'ASM Clermont Auvergne gagne tous ses matchs - toutes compétitions confondues - dans le stade Marcel Michelin.
Le 4 mai 2013, lors du dernier match de la phase régulière de Top 14 de la saison 2012-2013, l'ASM Clermont Auvergne remporte une large victoire 67 à 3 face à l'Union Bordeaux Bègles. Ce match sans réel enjeu pour les deux équipes permet au club auvergnat de battre le record, depuis 1998, du plus grand nombre de matchs sans défaite sans interruption à domicile, plus exactement au stade Marcel-Michelin, en le portant à 60. Ce titre médiatique est précédemment détenu par le Stade français Paris.
Le 3 mai 2014, lors de la 26e journée de Top 14, l'ASM bat l'USA Perpignan, sur un score de 25 à 22. Ce 77e match sans défaite d'affilée au stade Marcel-Michelin est aussi synonyme de relégation pour l'USAP, après 103 ans au sein de l'élite. Cette série se termine une semaine plus tard, lors du barrage en Top 14, face au Castres olympique champion de France 2013, qui s'impose sur le score de 22 à 16.
Le record d'invincibilité à domicile toutes compétitions confondues est donc établi à 77 matchs en quate ans, cinq mois et 19 jours.

### Finales
On accède à l'article qui traite d'une saison particulière en cliquant sur le score de la finale.

#### Championnat de France
| Date         | Vainqueur             | Score   | Finaliste             | Stade                        | Spectateurs |
| ------------ | --------------------- | ------- | --------------------- | ---------------------------- | ----------- |
| 10 mai 1936  | RC Narbonne           | 6 - 3   | AS Montferrand        | Ponts Jumeaux, Toulouse      | 25 000      |
| 2 mai 1937   | CS Vienne             | 13 - 7  | AS Montferrand        | Ponts Jumeaux, Toulouse      | 17 000      |
| 17 mai 1970  | La Voulte sportif     | 3 - 0   | AS Montferrand        | Stadium municipal, Toulouse  | 35 000      |
| 28 mai 1978  | AS Béziers            | 31 - 9  | AS Montferrand        | Parc des Princes, Paris      | 42 004      |
| 28 mai 1994  | Stade toulousain      | 22 - 16 | AS Montferrand        | Parc des Princes, Paris      | 48 000      |
| 29 mai 1999  | Stade toulousain      | 15 - 11 | AS Montferrand        | Stade de France, Saint-Denis | 78 000      |
| 9 juin 2001  | Stade toulousain      | 34 - 22 | AS Montferrand        | Stade de France, Saint-Denis | 75 000      |
| 9 juin 2007  | Stade français Paris  | 23 - 18 | ASM Clermont Auvergne | Stade de France, Saint-Denis | 79 654      |
| 28 juin 2008 | Stade toulousain      | 26 - 20 | ASM Clermont Auvergne | Stade de France, Saint-Denis | 79 793      |
| 6 juin 2009  | USA Perpignan         | 22 - 13 | ASM Clermont Auvergne | Stade de France, Saint-Denis | 79 205      |
| 29 mai 2010  | ASM Clermont Auvergne | 19 - 6  | USA Perpignan         | Stade de France, Saint-Denis | 79 262      |
| 13 juin 2015 | Stade français Paris  | 12 - 6  | ASM Clermont Auvergne | Stade de France, Saint-Denis | 78 783      |
| 4 juin 2017  | ASM Clermont Auvergne | 22 - 16 | RC Toulon             | Stade de France, Saint-Denis | 79 771      |
| 15 juin 2019 | Stade toulousain      | 24 - 18 | ASM Clermont Auvergne | Stade de France, Saint-Denis | 79 786      |

#### Championnat de France de deuxième division
| Date          | Vainqueur      | Score  | Finaliste          | Stade                                 | Spectateurs |
| ------------- | -------------- | ------ | ------------------ | ------------------------------------- | ----------- |
| 16 avril 1925 | AS Montferrand | 14 - 6 | Biarritz olympique | Stade Jacques Chaban-Delmas, Bordeaux |             |

#### Challenge Yves-du-Manoir
| Date                      | Vainqueur      | Score        | Finaliste      | Stade                                     | Spectateurs |
| ------------------------- | -------------- | ------------ | -------------- | ----------------------------------------- | ----------- |
| 17 mars 1935 7 avril 1935 | USA Perpignan  | 3 - 3, 6 - 0 | AS Montferrand | Stade Mayol, Toulon                       |             |
| 6 mars 1938               | AS Montferrand | 23 - 10      | USA Perpignan  | Stade Mayol, Toulon                       |             |
| 5 mai 1957                | US Dax         | 6 - 6        | AS Montferrand | Stadium, Toulouse                         | 6 027       |
| 13 mai 1972               | AS Béziers     | 27 - 6       | AS Montferrand | Stade Yves-du-Manoir, Colombes            | 9 479       |
| 22 mai 1976               | AS Montferrand | 40 - 12      | SC Graulhet    | Stade Yves-du-Manoir, Colombes            | 6 445       |
| 9 juin 1979               | RC Narbonne    | 9 - 7        | AS Montferrand | Parc des Princes, Paris                   | 14 160      |
| 1er mai 1985              | RC Nice        | 21 - 16      | AS Montferrand | Stadium municipal, Toulouse               | 4 915       |
| 1er mai 1986              | AS Montferrand | 22 - 15      | FC Grenoble    | Stade Amédée-Domenech, Brive-la-Gaillarde | 10 406      |
| 4 juin 1994               | USA Perpignan  | 18 - 3       | AS Montferrand | Stade Maurice-Boyau, Dax                  | 6 161       |

#### Coupe de France
| Date        | Vainqueur        | Score   | Finaliste      | Stade                             | Spectateurs |
| ----------- | ---------------- | ------- | -------------- | --------------------------------- | ----------- |
| 13 mai 1945 | SU Agen          | 14 - 13 | AS Montferrand | Stade des Ponts-Jumeaux, Toulouse |             |
| 17 mai 1947 | Stade toulousain | 14 - 11 | AS Montferrand | Parc Lescure, Bordeaux            | 14 250      |

#### Coupe de la Ligue
| Date         | Vainqueur      | Score   | Finaliste | Stade                   | Spectateurs |
| ------------ | -------------- | ------- | --------- | ----------------------- | ----------- |
| 31 mars 2001 | AS Montferrand | 34 - 24 | FC Auch   | Stade Sapiac, Montauban | 3 500       |

#### Coupe d'Europe
| Date        | Vainqueur | Score   | Finaliste             | Stade                          | Spectateurs |
| ----------- | --------- | ------- | --------------------- | ------------------------------ | ----------- |
| 18 mai 2013 | RC Toulon | 16 - 15 | ASM Clermont Auvergne | Aviva Stadium, Dublin          | 50 148      |
| 2 mai 2015  | RC Toulon | 24 - 18 | ASM Clermont Auvergne | Stade de Twickenham, Londres   | 56 662      |
| 13 mai 2017 | Saracens  | 28 - 17 | ASM Clermont Auvergne | Murrayfield Stadium, Édimbourg | 55 272      |

#### Challenge européen
La compétition se nomme Bouclier européen lorsque l'AS Montferrand la remporte en 1999, nom depuis utilisé par une autre compétition aujourd'hui disparue.
| Date            | Vainqueur             | Score   | Finaliste           | Stade                               | Spectateurs |
| --------------- | --------------------- | ------- | ------------------- | ----------------------------------- | ----------- |
| 27 février 1999 | AS Montferrand        | 35 - 16 | CS Bourgoin-Jallieu | Stade de Gerland, Lyon              | 31 986      |
| 22 mai 2004     | Harlequins            | 27 - 26 | AS Montferrand      | Stade Madejski, Reading             | 13 123      |
| 19 mai 2007     | ASM Clermont Auvergne | 22 - 16 | Bath Rugby          | The Stoop, Twickenham               | 10 134      |
| 10 mai 2019     | ASM Clermont Auvergne | 36 - 16 | Stade rochelais     | St James' Park, Newcastle upon Tyne | 28 438      |

#### Championnat de France espoirs
Le Championnat de France espoirs est créé en 2003 et s'adresse aux joueurs de moins de 23 ans jusqu'à l'issue de la saison en cours.
| Date        | Vainqueur             | Score   | Finaliste        | Stade                                         | Spectateurs |
| ----------- | --------------------- | ------- | ---------------- | --------------------------------------------- | ----------- |
| 21 mai 2006 | ASM Clermont          | 32 - 20 | CA Brive         | Stade municipal, Ussel                        |             |
| 4 mai 2009  | CA Brive              | 19 - 19 | ASM Clermont     | Stade Henri-Lagarde, Villefranche-de-Rouergue |             |
| 23 mai 2010 | ASM Clermont          | 32 - 30 | SU Agen          | Stade Raymond-Faucher, Malemort-sur-Corrèze   |             |
| 21 mai 2011 | ASM Clermont          | 26 - 19 | RC Toulon        | Stade du Lac, Privas                          |             |
| 20 mai 2012 | ASM Clermont          | 22 - 19 | USA Perpignan    | Stade Louis-Desprats, Cahors                  |             |
| 11 mai 2014 | ASM Clermont          | 22 - 21 | Aviron bayonnais | Stade Francis-Rongiéras, Périgueux            |             |
| 22 mai 2016 | Union Bordeaux Bègles | 29 - 29 | ASM Clermont     | Stade Beaublanc, Limoges                      |             |
| 12 mai 2018 | ASM Clermont          | 24 - 19 | Section Paloise  | Stade Lucien Desprats, Cahors                 |             |

## Structures

### Stade Marcel-Michelin

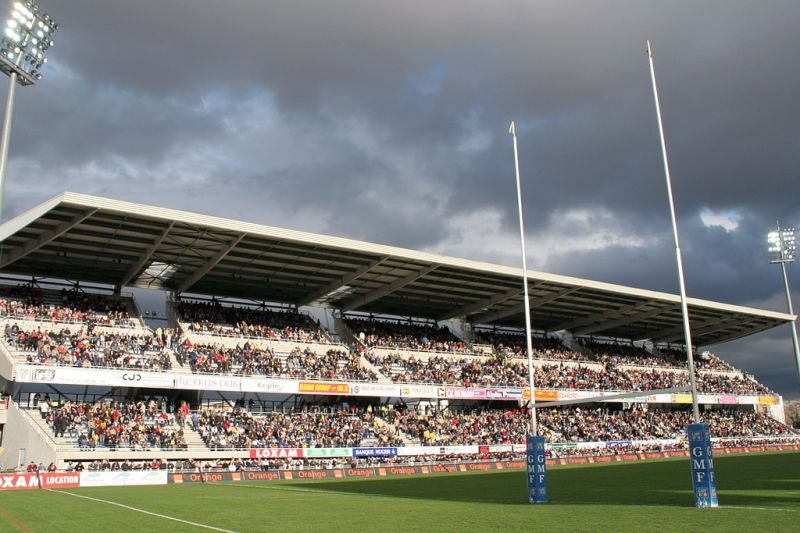
La tribune Auvergne
du stade Marcel-Michelin

Le stade Marcel-Michelin, qui porte le nom du fondateur de l'AS Michelin mort en déportation à Buchenwald, est situé à Clermont-Ferrand et appartient à l'ASM Clermont Auvergne qui, par conséquent, en assure les frais, ce qui n'est pas le cas de tous les clubs français. Le club prend aussi en charge tous les investissements consentis pour son agrandissement (plus de 30 millions d'€ entre 2006 et 2016) et revenant à un coût total de 4,4 millions d'€ par an à la charge de la SASP ASM Clermont Auvergne.  
Il accueille tous les matches à domicile de l'ASM Clermont Auvergne et il s'y est notamment déroulée la finale du Championnat du monde de rugby à XV des moins de 21 ans 2006. Desservi par le tramway clermontois, le stade compte 19022 places dont 16000 assises pour quatre tribunes : Auvergne (est), Limagrain (ouest), Phliponeau (nord) et Édouard (sud). Ces deux dernières tribunes rendent hommage respectivement à Jean-François Phliponeau, joueur frappé par la foudre sur le terrain du stade le 8 mai 1976, et Édouard Michelin, gérant du groupe Michelin, décédé prématurément le 26 mai 2006.

### Centre de formation

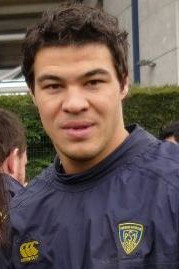
Anthony Floch, formé au club et champion de France 2010.

En 1995, Alain Gaillard met en place les prémices d'un centre de formation. Basé dans le quartier clermontois de la Gauthière, il est l'un des premiers de France agréés par le ministère de la Jeunesse et des Sports et la Ligue nationale de rugby. Il est dirigé par Bertrand Rioux après avoir été sous la direction de Jean-Marc Lhermet.
Le centre de formation accueillent des jeunes français comme de nationalité étrangères : canadiens, géorgiens et fidjiens. L'ASM a signé un partenariat avec l'académie de rugby de la province de Nadroga aux Fidji.
Le 20 septembre 2017, le Clermont Foot 63 et l'ASM Clermont Auvergne inaugure un nouveau centre de formation partagé. Une structure unique en France.
En 2022, 18 joueurs sur 38 de l'effectif professionnel sont passés par le centre de formation, soit 47 % de l'effectif.

### Aspects juridiques et économiques
Pour la saison 2022-2023, le budget total de l'ASM Clermont Auvergne est de 32 506 000 €. Il s'agit du 5e budget des clubs du Top 14.

### Équipe féminine
À partir de 2016, le club entre en partenariat avec le club féminin phare de l'agglomération clermontoise, l'Ovalie romagnatoise Clermont Auvergne, déjà vainqueur de deux titres de champion de France (1994 et 1995). Officiellement renommé ASM Romagnat rugby féminin auprès de la FFR, le 30 juin 2016, le club décroche son troisième titre de champion de France lors de la saison 2020-2021.

## Personnalités

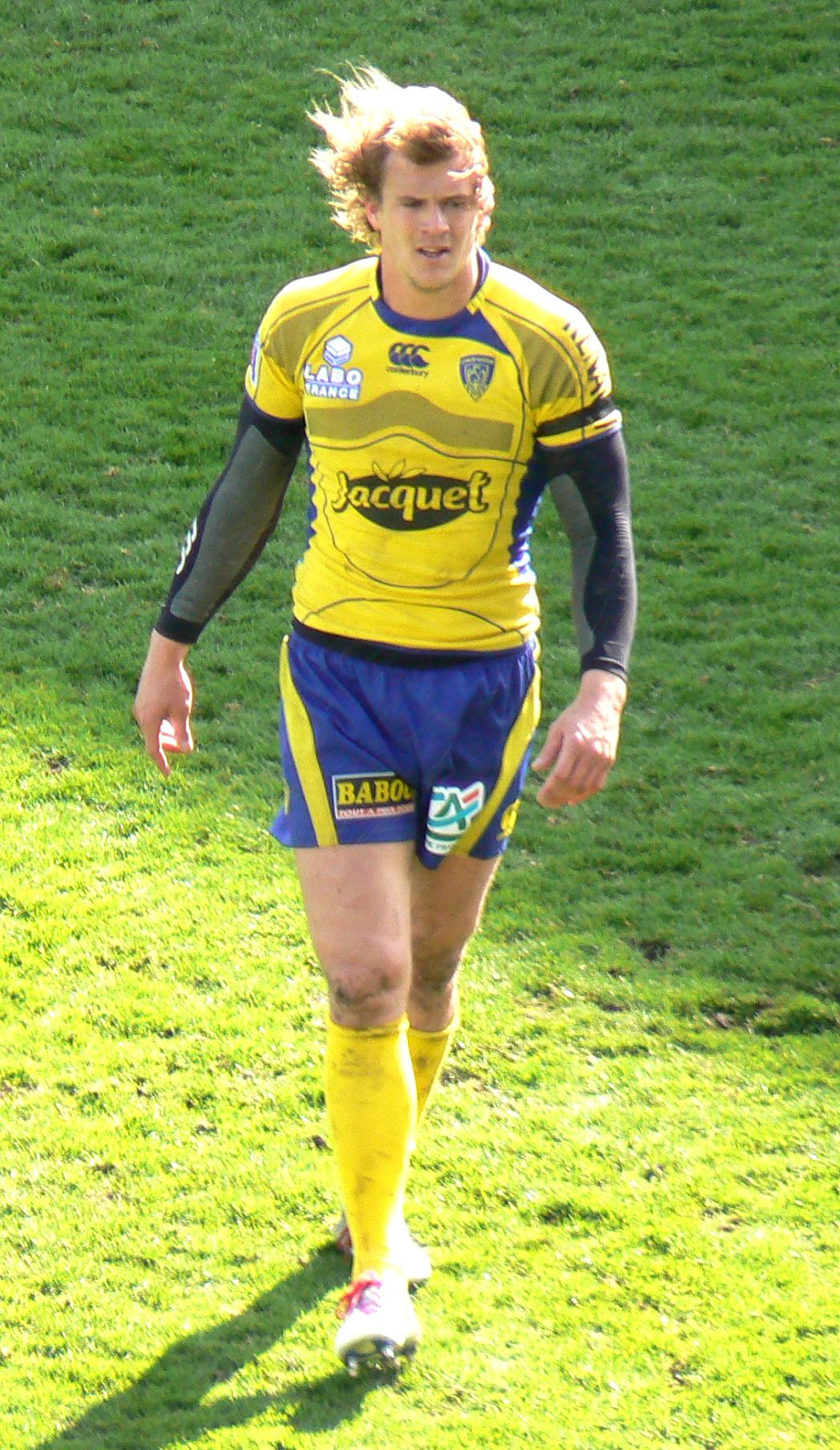
Aurélien Rougerie, capitaine emblématique de l'ASM Clermont Auvergne et double champion de France 2010 et 2017.

catégorie « Joueur de l'ASM Clermont Auvergne »

### Entraîneurs

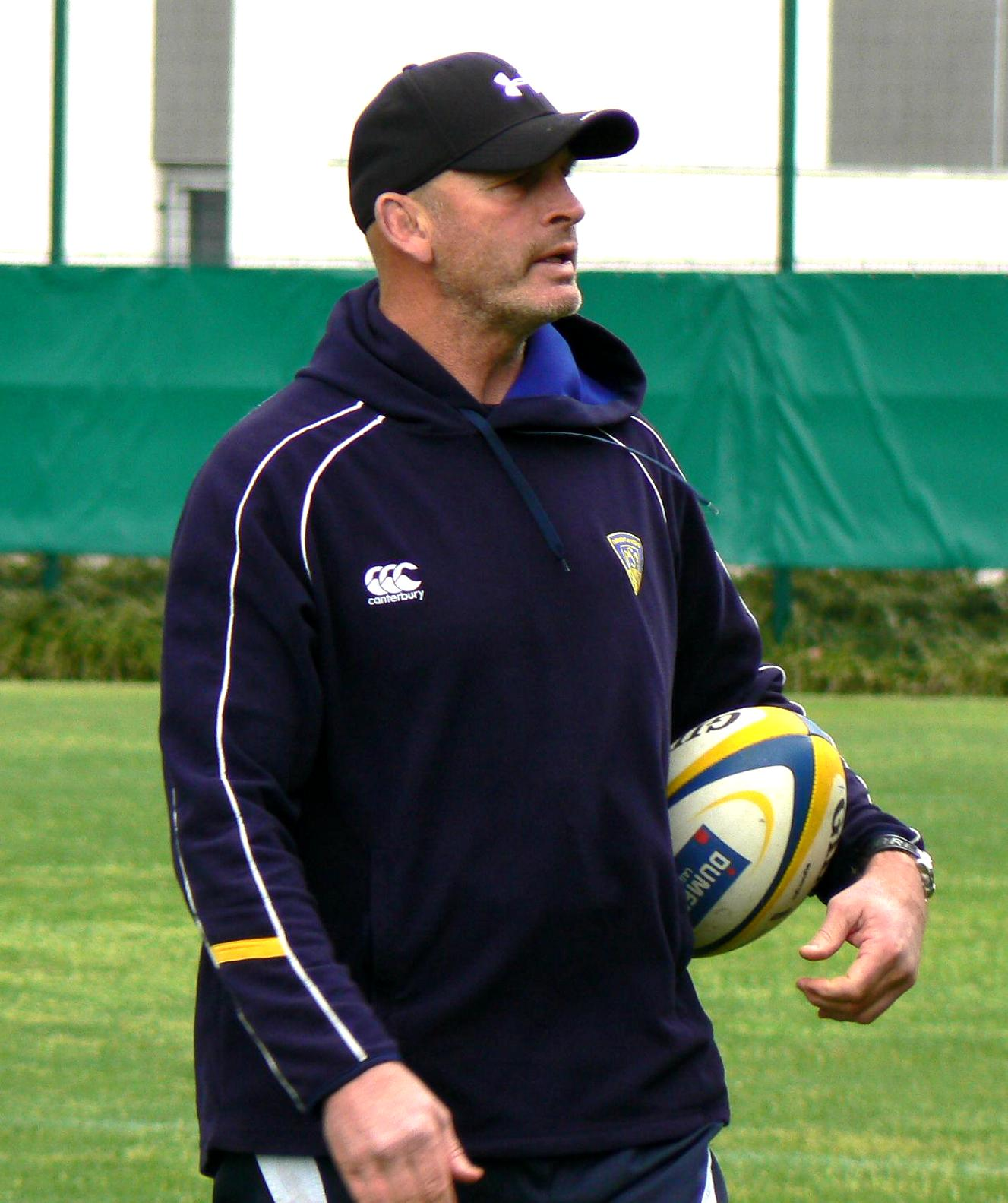
Vern Cotter, champion de France 2010.
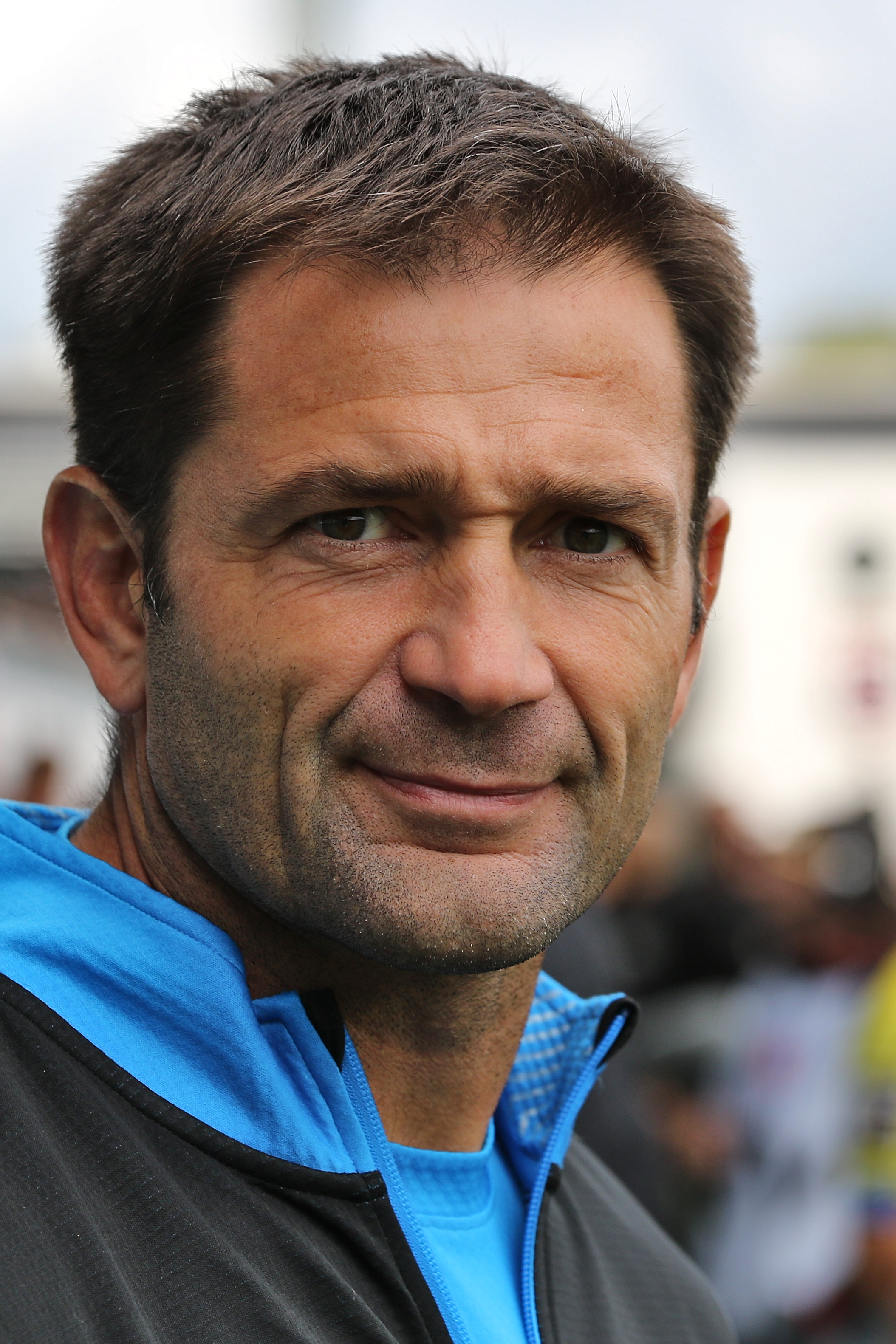
Franck Azéma, champion de France 2017.

| Saisons           | Entraîneur                   | Adjoint(s) | Titre(s)                                                              |
| ----------------- | ---------------------------- | --- | --------------------------------------------------------------------- |
| 1921-1923         | Pierre Arnaudin              | |                                                                       |
| 1923-1924         | Louis Puech Antoine Vazeille | |                                                                       |
| 1924-1957         | André Francquenelle          | | Champion de France de 2e division 1925, Challenge Yves du Manoir 1938 |
| 1957-1964         | Robert Vigier                | |                                                                       |
| 1964-1966         | Jacques Baudy                | |                                                                       |
| 1966-1967         | Robert Poulain               | |                                                                       |
| 1967-1971         | Robert Vigier                | |                                                                       |
| 1971-1987         | Michel Ringeval              | | Challenges Yves du Manoir 1976 et 1986                                |
| 1987-1991         | François Anne                | |                                                                       |
| 1991-1992         | François Anne                | Patrick Boucheix François Decotte |                                                                       |
| 1992-1993         | Patrick Boucheix             | François Decotte |                                                                       |
| 1993-1995         | Patrick Boucheix             | Bertrand Rioux |                                                                       |
| 1995-1997         | Alain Gaillard               | René Bel |                                                                       |
| 1997-1998         | Alain Gaillard               | Jean-Pierre Laparra |                                                                       |
| 1998-2000         | Victor Boffelli              | Jean-Pierre Laparra | Challenge européen 1999                                               |
| 2000-2001         | Tim Lane                     | Jean-Pierre Laparra John McKee | Coupe de la Ligue 2001                                                |
| 2001-2002         | Steve Nance                  | Laurent Travers |                                                                       |
| 2002-2003         | Laurent Travers              | Frank Ponissi (défense) Scott Wisemantel | Challenge Armand Vaquerin 2003                                        |
| 2003-2004         | Alain Hyardet                | Jean-François Gourragne Frank Ponissi (défense) |                                                                       |
| 2004-2005         | Olivier Saïsset              | Jean-François Gourragne Jean-Pierre Laparra |                                                                       |
| 2005-2006         | Philippe Agostini            | Jean-Pierre Laparra (arrières) |                                                                       |
| 2006-2007         | Vern Cotter                  | Jean-Pierre Laparra (arrières) | Challenge européen 2007                                               |
| 2007-2010         | Vern Cotter                  | Joe Schmidt (arrières) | Champion de France 2010                                               |
| 2010-2014         | Vern Cotter                  | Franck Azéma (arrières) |                                                                       |
| 2014-2017         | Franck Azéma                 | Jono Gibbes (avants) Didier Bès (mêlée) Xavier Sadourny (jeu au pied) | Champion de France 2017                                               |
| 2017-2020         | Franck Azéma                 | Bernard Goutta (avants) Didier Bès (mêlée) Xavier Sadourny (jeu au pied) | Challenge européen 2019                                               |
| 2020-2021         | Franck Azéma                 | Bernard Goutta (avants) Didier Bès (mêlée) Xavier Sadourny (attaque et jeu au pied) Benson Stanley (défense)                                                                           |                                                                       |
| 2021-2022         | Jono Gibbes                  | Davit Zirakashvili (mêlée) Xavier Sadourny (attaque et jeu au pied) Benson Stanley (défense)                                                                                           |                                                                       |
| 2022-janvier 2023 | Jono Gibbes                  | Davit Zirakashvili (mêlée) Julien Le Devedec (touche) Xavier Sadourny (attaque et jeu au pied) (jusqu'au 3 janvier 2023) Jared Payne (défense) Benson Stanley (technique individuelle) |                                                                       |
| Janvier-juin 2023 | Christophe Urios             | Davit Zirakashvili (mêlée) Julien Le Devedec (touche) Jared Payne (défense) Benson Stanley (technique individuelle)                                                                    |                                                                       |
| 2023-             | Christophe Urios             | Julien Laïrle (avants / défense) Frédéric Charrier (arrières / attaque) Siaki Tukino (technique individuelle)                                                                          |                                                                       |

### Présidents
| Période                   | Président           | Vice-président(s)                                                                          | Titre(s)                                        |
| ------------------------- | ------------------- | ------------------------------------------------------------------------------------------ | ----------------------------------------------- |
| 1967-1973                 | Maurice Savy        |                                                                                            |                                                 |
| 1982-1991                 | Jean Lacampagne     |                                                                                            | Challenge Yves du Manoir 1986                   |
| 1993-1996                 | Robert Lefrançois   |                                                                                            |                                                 |
| 1993-1996                 | Robert Lefrançois   | Patrick Wolff                                                                              |                                                 |
| 1996-2001                 | Jean-Louis Jourdan  | Patrick Wolff                                                                              | Challenge européen 1999 Coupe de la Ligue 2001  |
| 2001-2004                 | Jean-Louis Jourdan  |                                                                                            | Challenge Armand Vaquerin 2003                  |
| 2004-2008                 | René Fontès         |                                                                                            | Challenge européen 2007                         |
| 2008-2013                 | René Fontès         | Jacques Pineau (directeur général délégué) Jean-Marc Lhermet (directeur sportif)           | Champion de France 2010                         |
| 2013-2014                 | Éric de Cromières   | Jacques Pineau (directeur général délégué) Jean-Marc Lhermet (directeur sportif)           |                                                 |
| 2014-2020                 | Éric de Cromières   | Jean-Marc Lhermet (directeur sportif jusqu'en 2016 puis directeur développement ASM Rugby) | Champion de France 2017 Challenge européen 2019 |
| 2020-2023                 | Jean-Michel Guillon |                                                                                            |                                                 |
| À partir du 1er juin 2023 | Jean-Claude Pats    |                                                                                            |                                                 |

### Internationaux français
Liste les joueurs qui ont porté le maillot de l'équipe de France de rugby à XV alors qu'ils évoluent sous les couleurs du club,.
- Alexandre Audebert
- Olivier Azam
- Benoît Baby
- Jean-Pascal Barraque
- Noël Baudry
- Sébastien Bézy
- Julien Bonnaire
- David Bory
- Olivier Brouzet
- Jean-Marcellin Buttin
- Judicaël Cancoriet
- Stéphane Castaignède
- Pierre Charton
- Jean Chassagne
- Raphaël Chaume
- Bernard Chevallier
- Damien Chouly
- Lucien Cognet
- Jean Costantino
- Arnaud Costes
- Frédéric Costes
- Jacques Cristina
- Vincent Debaty
- Thomas Domingo
- Michel Droitecourt
- André Dubertrand
- Sipili Falatea
- Étienne Falgoux
- Anthony Floch
- Wesley Fofana
- Franck Fournet
- Alessio Galasso
- Guy Gasparotto
- Rémy Grosso
- Fabrice Heyer
- Arthur Iturria
- Loïc Jacquet
- Baptiste Jauneau
- Paul Jedrasiak
- Christophe Juillet
- Benjamin Kayser
- Daniel Kotze
- Yves Lafarge
- Rémi Lamerat
- Jean-Claude Langlade
- Alexandre Lapandry
- Jean-Marc Lhermet
- René Lombarteix
- Camille Lopez
- Olivier Magne
- Julien Malzieu
- Jimmy Marlu
- Philippe Marocco
- Tony Marsh
- Gérald Merceron
- Olivier Merle
- Pierre Mignoni
- Régis Montagne
- Noa Nakaitaci
- Dacien Olive
- Laurent Pardo
- Morgan Parra
- Roger Paul
- Michel Pebeyre
- Damian Penaud
- Thierry Picard
- Julien Pierre
- Jean-François Phliponeau
- Julien Pierre
- Thibaut Privat
- Alivereti Raka
- André Rochon
- Laurent Rodriguez
- Jean-Pierre Romeu
- Aurélien Rougerie
- Jacques Rougerie
- Philippe Saint-André
- Maurice Savy
- Maurice Siman
- David Skrela
- Rabah Slimani
- Scott Spedding
- Pierre Thiers
- Killian Tixeront
- Sébastien Vahaamahina
- Elvis Vermeulen
- Robert Vigier

Cette liste exclut de fait les internationaux ayant porté le maillot national avant ou après leur carrière à l'ASM Clermont ; dans l'ordre alphabétique, Roger Aguerre, David Attoub, Anthony Belleau, Giorgi Beria, Jean Bernon, Franck Comba, Christophe Deslandes, Pierre-Édouard Detrez, François-Xavier Dutour, Lionel Faure, Alexandre Fischer, Loann Goujon, Daniel Héricé, Julien Hériteau, Arnaud Mignardi, Alexandre Péclier, Adrien Pélissié, Adrien Planté, Jules Plisson, Louis Puech, Marc Raynaud, Christophe Samson, Cédric Soulette, Jérôme Thion, Jacobus van Tonder, Sébastien Viars et Armand Vigneau.

### Effectif 2025-2026
| Nom                      | Naissance         | Nationalité sportive | International   | Dernier club                                | Arrivée au club (année) |
| Talonneurs               | Talonneurs        | Talonneurs           | Talonneurs      | Talonneurs                                  | Talonneurs              |
| ------------------------ | ----------------- | -------------------- | --------------- | ------------------------------------------- | ----------------------- |
| Folau Fainga'a           | 5 mai 1995        | Australie            |                 | Western Force                               | 2023                    |
| Étienne Fourcade         | 11 avril 1997     | France               | France -20      | FC Grenoble                                 | 2024                    |
| Barnabé Massa            | 13 mai 2004       | France               | France -20      | FC Grenoble                                 | 2024                    |
| Piliers                  |                   |                      |                 |                                             |                         |
| Giorgi Akhaladze         | 13 avril 1999     | Géorgie              |                 | AS Béziers                                  | 2024                    |
| Michael Alaalatoa        | 28 août 1991      | Samoa                |                 | Leinster                                    | 2024                    |
| Giorgi Dzmanashvili      | 16 juin 2002      | Géorgie              |                 | → Biarritz olympique                        | 2022                    |
| Étienne Falgoux          | 19 janvier 1993   | France               |                 | Formé au club                               | 2014                    |
| Mathéo Frisach           | 10 février 2006   | France               | France -20 dev. | Formé au club                               | 2025                    |
| Sacha Lotrian            | 13 août 2000      | France               | France -20      | USA Perpignan                               | 2024                    |
| Régis Montagne           | 30 septembre 2000 | France               | France          | FC Grenoble                                 | 2024                    |
| Cristian Ojovan          | 4 janvier 1997    | Moldavie             |                 | Stade aurillacois                           | 2020                    |
| Deuxièmes lignes         |                   |                      |                 |                                             |                         |
| Thomas Ceyte             | 13 février 1991   | France               | -               | Aviron bayonnais                            | 2024                    |
| Thibaud Lanen            | 1er avril 1999    | France               | -               | Formé au club                               | 2019                    |
| Tevita Ratuva            | 8 mai 1995        | Fidji                |                 | CA Brive                                    | 2025                    |
| Rob Simmons              | 19 avril 1989     | Australie            |                 | London Irish                                | 2023                    |
| Troisièmes lignes aile   |                   |                      |                 |                                             |                         |
| Antoine Chalus-Cercy     | 17 janvier 2005   | France               | France -20      | Formé au club                               | 2024                    |
| Lucas Dessaigne          | 27 février 1999   | France               | -               | Formé au club                               | 2019                    |
| Anthime Hemery           | 9 janvier 2001    | France               | -               | Racing 92                                   | 2024                    |
| Marcos Kremer            | 30 juillet 1997   | Argentine            |                 | Stade français Paris                        | 2023                    |
| Killian Tixeront         | 22 janvier 2002   | France               |                 | Formé au club                               | 2020                    |
| Troisièmes lignes centre |                   |                      |                 |                                             |                         |
| Pio Muarua               | 28 juin 1996      | Fidji                | -               | FC Grenoble                                 | 2025                    |
| Pita Gus Sowakula        | 26 octobre 1994   | Nouvelle-Zélande     |                 | Chiefs                                      | 2023                    |
| Selevasio Tolofua        | 31 mai 1997       | France               |                 | RC Toulon                                   | 2025                    |
| Demis de mêlée           |                   |                      |                 |                                             |                         |
| Sébastien Bézy           | 22 novembre 1991  | France               |                 | Stade toulousain                            | 2020                    |
| Baptiste Jauneau         | 17 novembre 2003  | France               |                 | Formé au club                               | 2021                    |
| Lucas Zamora             | 29 novembre 2004  | France               | France -20      | Stade rochelais                             | 2025                    |
| Demis d'ouverture        |                   |                      |                 |                                             |                         |
| Harry Plummer            | 19 juin 1998      | Nouvelle-Zélande     |                 | Blues                                       | 2025                    |
| Tom Raffy                | 26 juillet 2004   | France               | France -20      | CA Brive                                    | 2025                    |
| Centres                  |                   |                      |                 |                                             |                         |
| Alivereti Loaloa         | 10 décembre 2000  | Fidji                | Fidji -20       | USON Nevers                                 | 2025                    |
| Léon Darricarrère        | 4 juin 2004       | France               | France A        | Formé au club                               | 2023                    |
| Pierre Fouyssac          | 17 mars 1995      | France               | France -20      | Stade toulousain                            | 2023                    |
| George Moala             | 5 novembre 1990   | Tonga                |                 | Blues                                       | 2018                    |
| Irae Simone              | 10 juillet 1995   | Australie            |                 | Brumbies                                    | 2022                    |
| Ailiers                  |                   |                      |                 |                                             |                         |
| Bautista Delguy          | 22 avril 1997     | Argentine            |                 | USA Perpignan                               | 2022                    |
| Yerim Fall               | 24 juin 2003      | France               | France à sept   | RC Massy (passé par le centre de formation) | 2023                    |
| Joris Jurand             | 11 novembre 1995  | France               | France A        | CA Brive                                    | 2023                    |
| Alivereti Raka           | 9 décembre 1994   | France               |                 | Formé au club                               | 2015                    |
| Lucas Tauzin             | 21 mai 1998       | France               | France -20      | Stade toulousain                            | 2024                    |
| Arrières                 |                   |                      |                 |                                             |                         |
| Kylan Hamdaoui           | 15 avril 1994     | France               | France -20      | Stade français Paris (formé au club)        | 2024                    |
| Alex Newsome             | 20 janvier 1996   | Australie            | Australie -20   | Waratahs                                    | 2022                    |

## Affluences
Sur la saison 2012-2013, le stade (18 030 places) a connu un taux de remplissage de 96 %.
Sur la saison 2010-2011, l'ASM a 10 200 abonnés. La moyenne de spectateurs au stade Marcel-Michelin est de 15 811 spectateurs sur la saison 2010-2011, alors que le stade a une capacité de 16 300 places avant la fin de la rénovation du stade.
| Saison sportive | Capacité (assises) | Remplissage annuel moyen | Nombre d'abonnés | Prix     |
| --------------- | ------------------ | ------------------------ | ---------------- | -------- |
| 2016-2017       | 19 022 (16 933)    | (en cours)               | (?)              | 14-55 €  |
| 2015-2016       | 19 022 (16 933)    | 89,0 %                   | 10 229           | 14-55 €  |
| 2014-2015       | 18 030 (14 981)    | (?)                      | 10 300           | 14-55 €  |
| 2013-2014       | 18 030 (14 981)    | 95,1 %                   | 10 300           | 14-55 €  |
| 2012-2013       | 18 030 (14 981)    | 96 %                     | 10 300           | 13-54 €, |
| 2011-2012       | 18 030 (14 981)    | 98,7 %                   | 10 300           | 13-52 €, |
| 2010-2011       | 16 150 (13 101)    | 98,7 %                   | 10 200           | 12-47 €, |
| 2009-2010       | 15 857 (12 806)    | 95 %                     | 9 460            | 12-47 €, |
| 2008-2009       | 15 857 (12 806)    | 89 %                     | 9 340            | ,        |
| 2007-2008       | ~15 000            | 14 185                   | 9 208            | ,        |
| 2006-2007       | <15 000            | 11 000                   | 6 300            | [ 99 ]   |

### Supporters

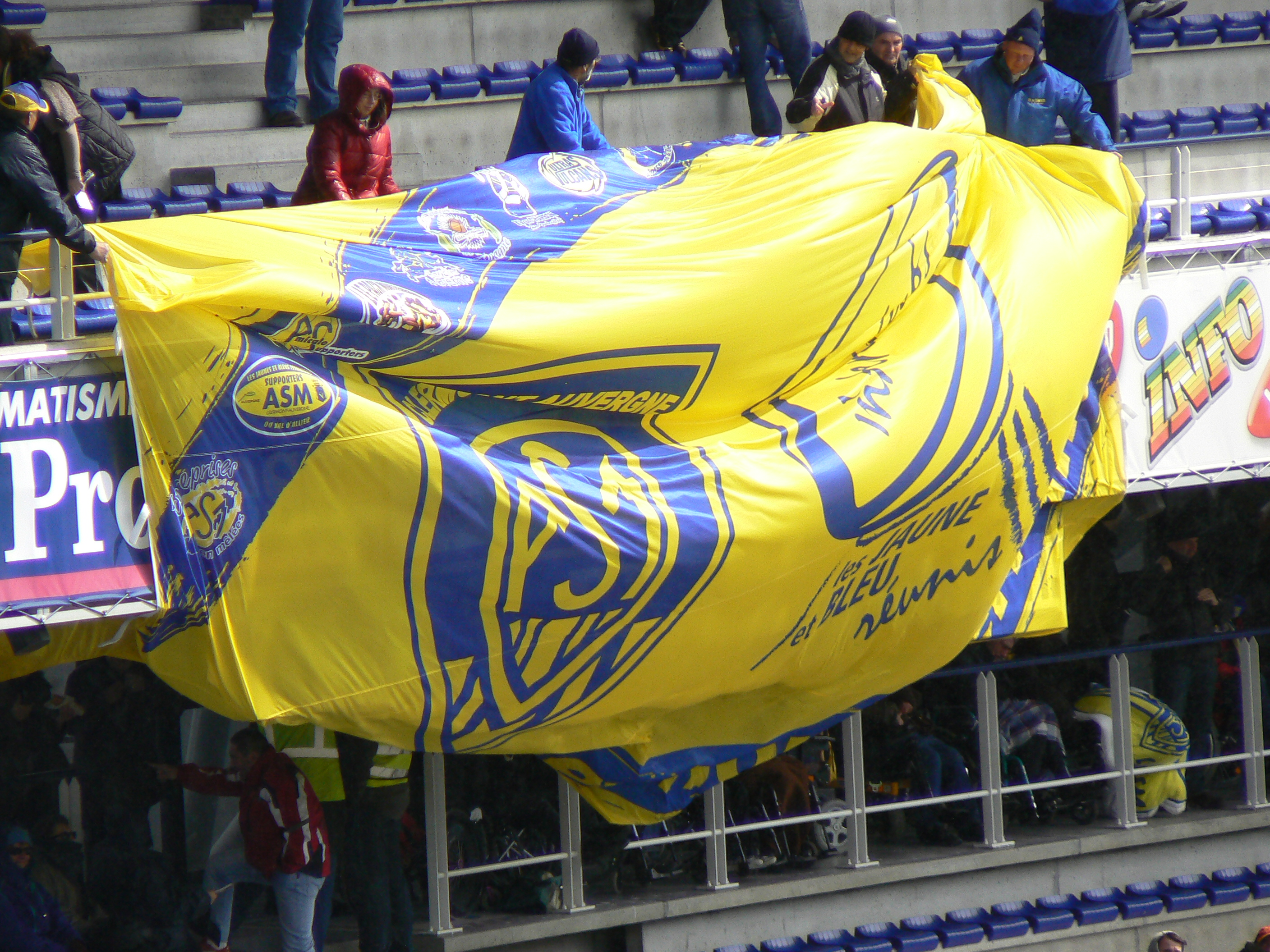
Les supporters clermontois sont depuis 2010 surnommés la Yellow Army (« l'armée jaune »).

Les supporters clermontois, plusieurs fois élus « Meilleur public de France », sont souvent considérés comme l'un des plus fervents, accueillants et respectueux supporters d'Europe.
De même, le stade Marcel-Michelin, est réputé pour son ambiance notamment lors des matchs importants.
En 2010, à Dublin, le défilé de plusieurs milliers de supporters clermontois pousse les Irlandais à surnommer ceux-ci, la Yellow Army, en référence à la Red Army du Munster. Une forte rivalité, cependant amicale, va s'installer entre les supporters des deux équipes. En témoigne la marche, pour la première fois à Clermont-Ferrand, entre la place de Jaude et le stade Marcel-Michelin, des Red et Yellow Armies à l'occasion du match Clermont-Munster (26-19) comptant pour la 4e journée de la Coupe d'Europe 2014-2015.
Il existe plusieurs associations de supporters. Depuis 2006, les 14 plus importantes d'entre elles sont réunies au sein de l'Interclubs, et compte ainsi plus de 2 000 adhérents.
Les 14 associations de supporters membre de l'Interclubs « Les Jaune & Bleu réunis » :
- Amicale des supporters montferrandais[104]
- Vignerons[105]
- XV au charbon[106]
- Les Jaune et Bleu issoiriens
- Ultras Vulcans[107]
- Supporters de la Limagne
- Bouclier arverne[108]
- XV du Printemps[109]
- Le XV AS’Miss (club exclusivement féminin)[110]
- Entreprise ASM en mêlée[111]
- Arvernes de Lutèce[112]
- Pack montferrandais
- Bord'Overgnats
- Les Trolls montferrandais

Les autres amicales de supporters de l'ASM (liste non exhaustive) :
- Supporters du Val d'Allier
- XV Montferrandais

Le club a reçu en 2007, 2008, 2009 et 2017 le prix du meilleur public du Top 14 lors de la nuit du rugby.